# Liste des espèces végétales protégées sur l'ensemble du territoire français métropolitain
La liste des espèces végétales protégées sur l'ensemble du territoire français métropolitain est une liste officielle définie par le gouvernement français, recensant les espèces végétales protégées sur le territoire métropolitain de la France. Elle a été publiée dans l'arrêté du 20 janvier 1982 (liste de 450 espèces protégées divisées en deux catégories), lequel a été modifié à trois reprises : par l'arrêté du 31 août 1995, par celui du 14 décembre 2006 et par celui du 23 mai 2013.

## Préambule
- Article 1

« Afin de prévenir la disparition d'espèces végétales menacées et de permettre la conservation des biotopes correspondants, sont interdits, en tout temps et sur tout le territoire métropolitain, la destruction, la coupe, la mutilation, l'arrachage, la cueillette ou l'enlèvement, le colportage, l'utilisation, la mise en vente, la vente ou l'achat de tout ou partie des spécimens sauvages des espèces citées à l'annexe I du présent arrêté. »

- Article 3

« Pour les spécimens sauvages poussant sur le territoire national des espèces citées à l'annexe II, le ramassage ou la récolte, l'utilisation, le transport, la cession à titre gratuit ou onéreux sont soumis à l'autorisation du ministre chargé de la protection de la nature après avis du comité permanent du Conseil national de la protection de la nature. »

## Annexe I
Espèces strictement protégées

### Dicotylédones
- Aconitum napellus subsp. corsicum (Gáyer) W.Seitz - Aconit de Corse (inscrit dans la liste officielle sous le nom scientifique synonyme de Aconitum corsicum Gáyer)

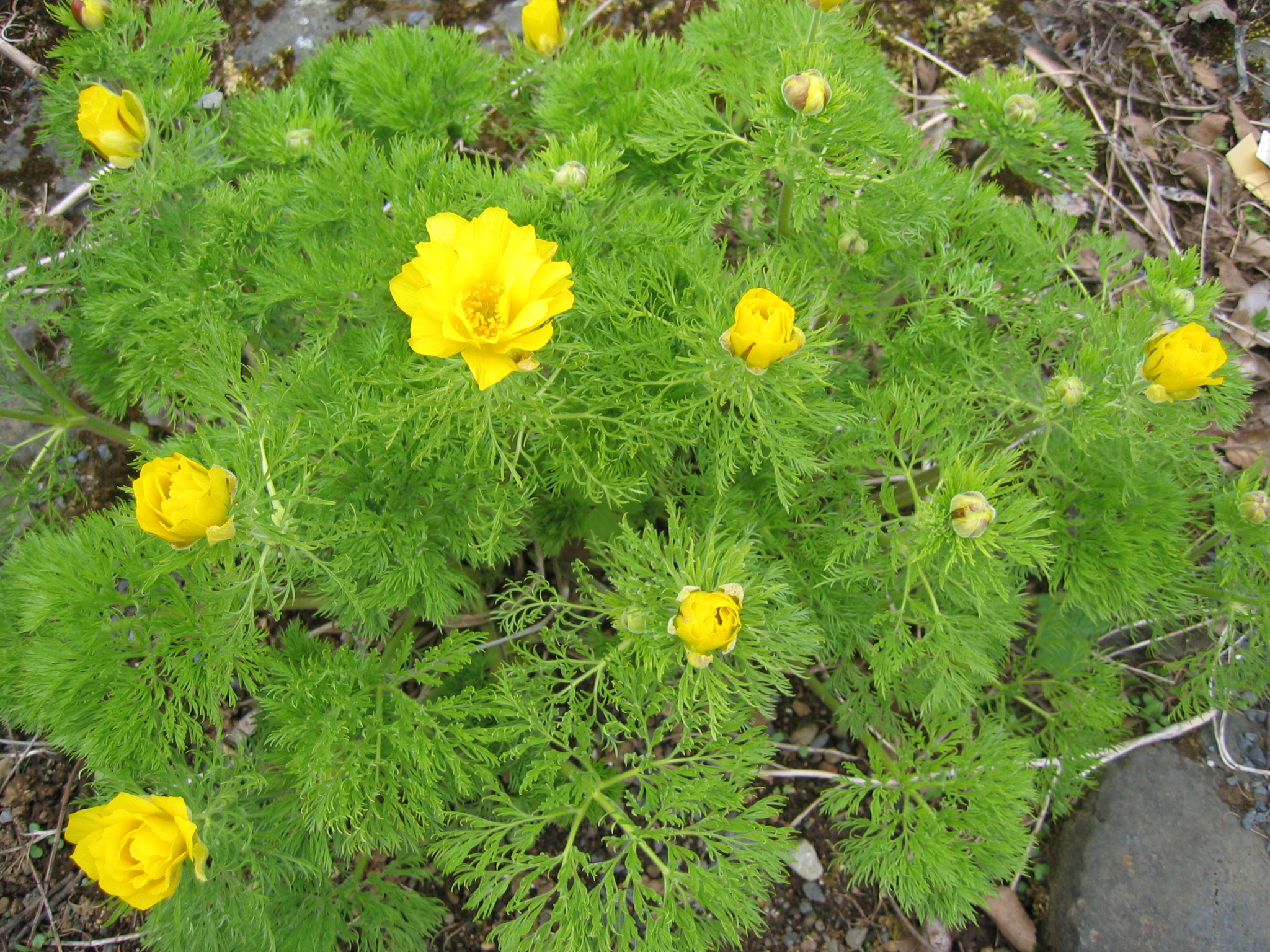
Adonis pyrenaica (Adonis des Pyrénées).

- Adonis pyrenaica (Adonis des Pyrénées).Adonis pyrenaica DC., Adonis des Pyrénées
- Aldrovanda vesiculosa L., Aldrovanda
- Alyssum corsicum Duby, Corbeille d'or de Corse
- Alyssum loiseleurii P.Fourn., Corbeille d'or des sables (inscrit dans la liste officielle sous le nom scientifique illégitime synonyme de Alyssum arenarium Loisel.)
- Anagallis crassifolia Thore, Mouron à feuilles charnues
- Anchusa crispa Viv., Buglosse crépu
- Andromeda polifolia L., Andromède
- Androsace alpina (L.) Lam., Androsace des Alpes
- Androsace chamaejasme Wulfen, Androsace petit jasmin

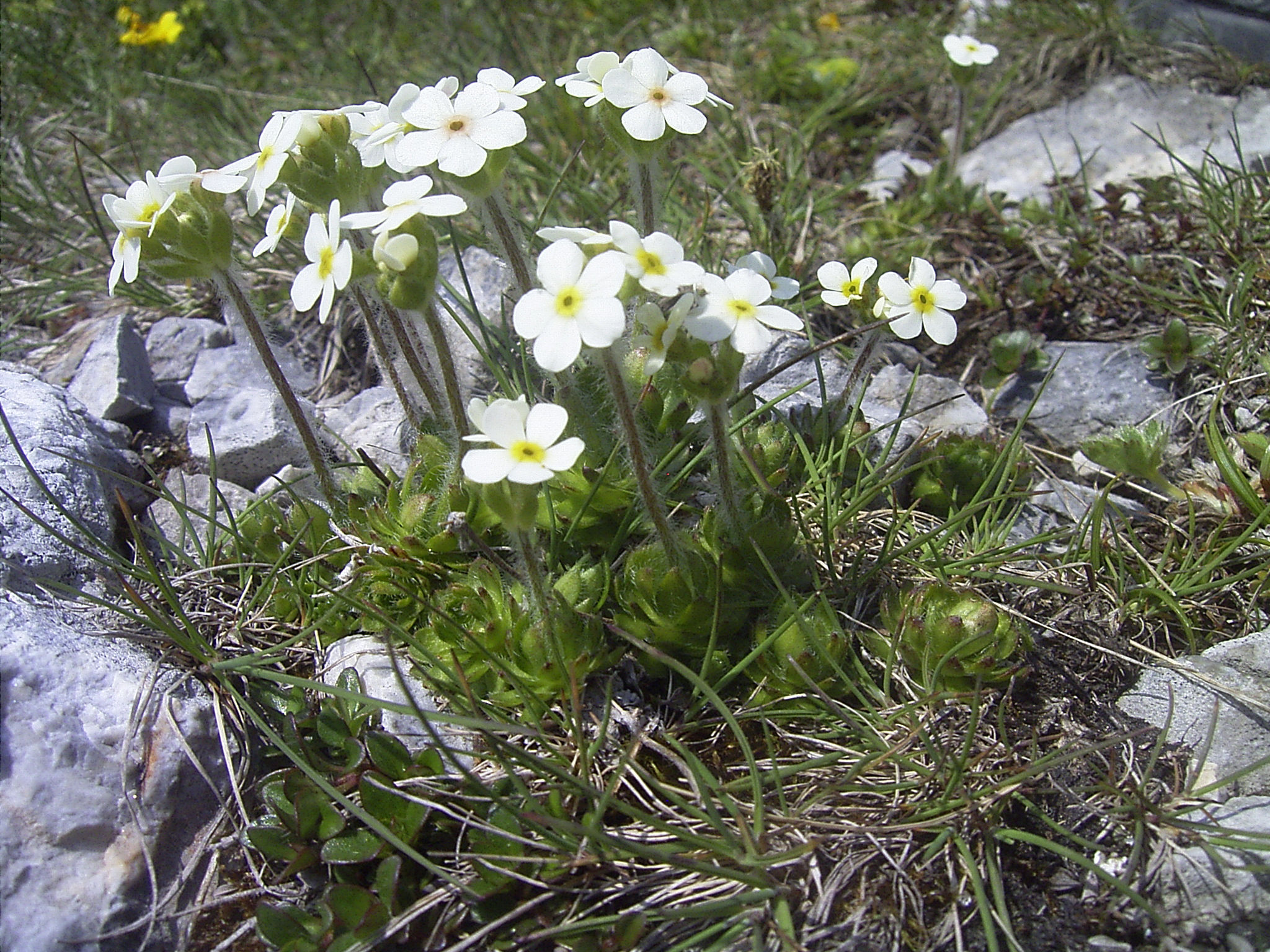
Androsace chamaejasme (Androsace petit jasmin).

- Androsace cylindrica DC., Androsace cylindrique
- Androsace helvetica (L.) All., Androsace de Suisse
- Androsace pubescens DC., Androsace pubescente
- Androsace pyrenaica Lam., Androsace des Pyrénées
- Androsace vandellii (Turra) Chiov, Androsace de Vandelli
- Anemone coronaria L., Anémome couronnée
- Anemone palmata L., Anémone palmée
- Anemone sylvestris L., Anémone sauvage
- Anemone trifolia L., Anémone trifoliée
- Angelica heterocarpa Lloyd, Angélique à fruits variés
- Anthyllis barba-jovis L., Arbuste d'argent, Barbe de Jupiter
- Apium repens (Jacq) Lag, Ache rampante
- Aquilegia alpina L., Ancolie des Alpes

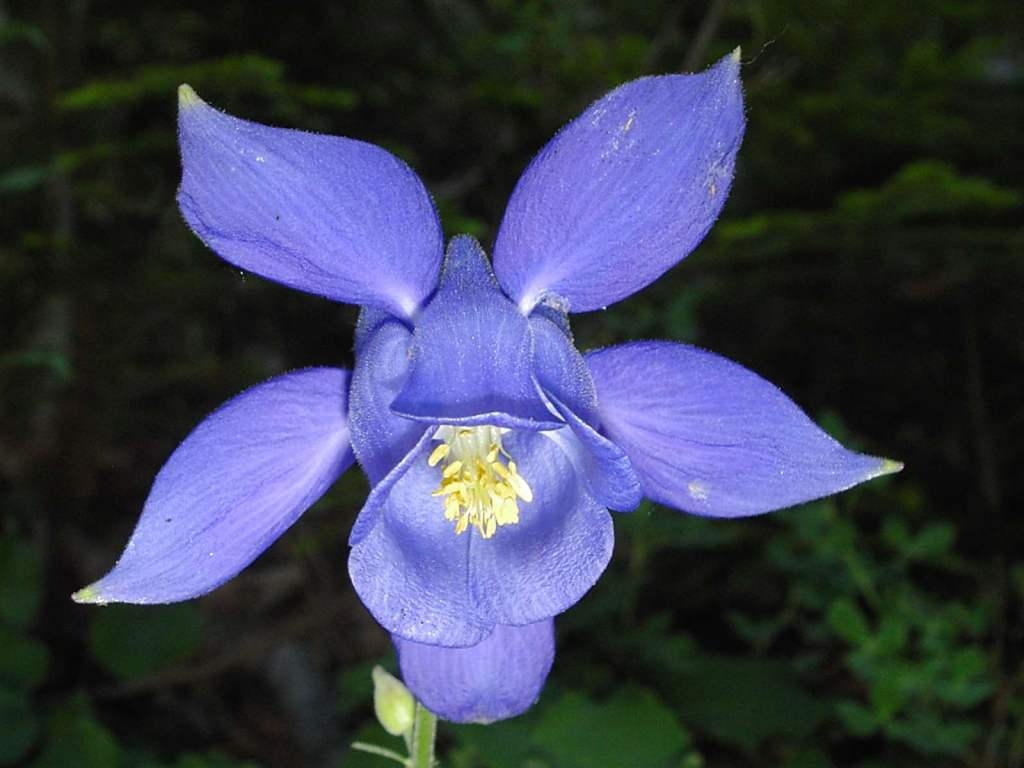
Aquilegia bertolonii (Ancolie de Bertolini).

- Aquilegia bertolonii Schott, Ancolie de Bertolini
- Aquilegia viscosa Gouan, Ancolie des Causses
- Arenaria controversa Boiss, Sabline des chaumes
- Arenaria provencialis Chater et Halliday, Sabline de Provence
- Armeria elongata L., Armeria à tige allongée
- Armeria filicaulis belgenciensis Boiss, Armeria de Belgentier
- Armeria maritima subsp. miscella (Merino) Malag. (une sous-espèce particulière de Armeria maritima)
- Armeria pubinervis Boiss, Armeria à nervures poilues
- Armeria pungens (Link) Hoffmans et Link, Armeria piquant

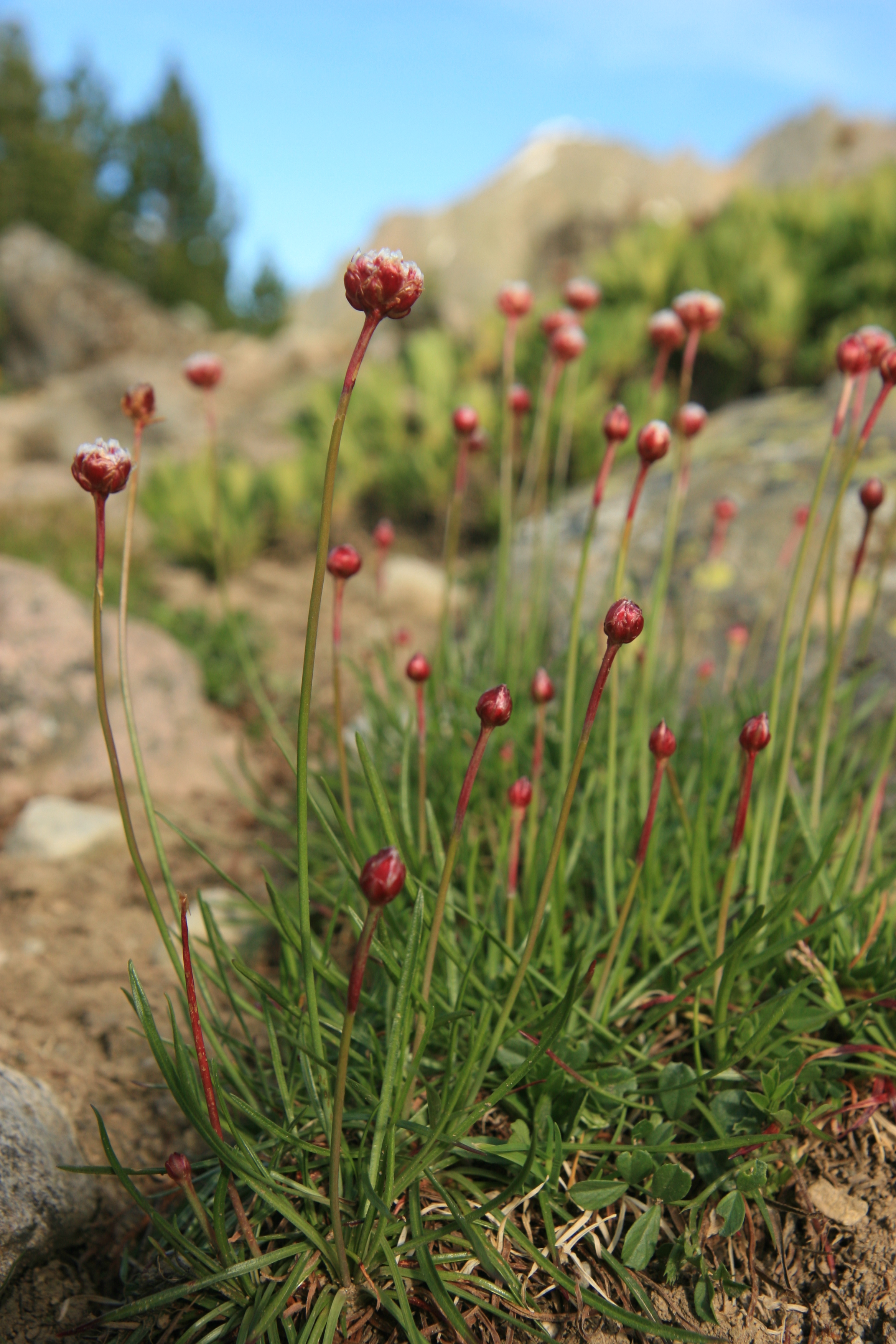
Armeria ruscinonensis (Armeria du Roussillon).

- Armeria ruscinonensis Girard, Armeria du Roussillon
- Armeria soleirolii (Duby) Godron, Armeria de Soleirol
- Artemisia insipida Vill, Armoise insipide
- Asperula hexaphylla All, Asperule à feuilles par six
- Asperula occidentalis Rouy, Asperule occidentale
- Asperula taurina L., Grande Croisette
- Aster amellus L., Marguerite de la Saint-Michel
- Aster pyrenaeus Desf ex DC, Aster des Pyrénées
- Astragalus alopecuroides L., Queue-de-renard d'Espagne
- Astragalus baionensis Loisel, Astragale de Bayonne
- Astragalus centralpinus Br-Bl, Queue-de-renard des Alpes
- Astragalus leontinus Wulfen, Astragale de Lenzbourg
- Astragalus massiliensis (Miller) Lamarck, Astragale de Marseille
- Atractylis cancellata L., Atractyle grillagé
- Atriplex longipes Drejer, Arroche à long pédoncule
- Bartsia spicata Ramond, Bartsie en épiBérardie laineuse (Berardia lanuginosa ou Berardia subacaulis).

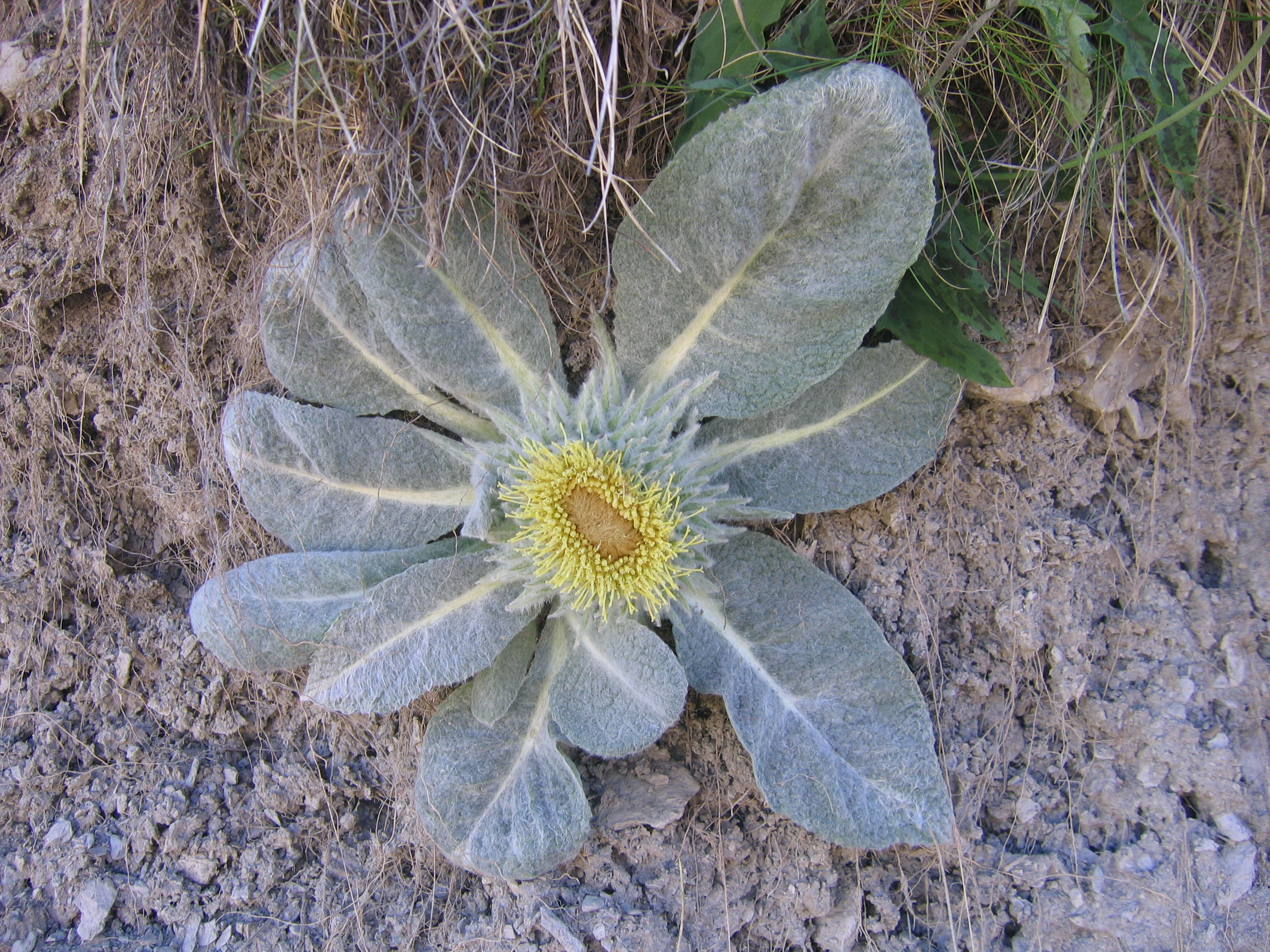
Bérardie laineuse (Berardia lanuginosa ou Berardia subacaulis).

- Berardia subacaulis Vill., Chardon de Bérard
- Betula nana L., Bouleau nain
- Biscutella neustriaca Bonnet, Lunetière de Neustrie
- Brassica insularis Moris, Choux de Corse
- Buglossoides gastonii (Bentham) Johnston, Gremil du Béarn
- Campanula cervicaria L., Cervicaire
- Cardamine chelidonia L., Cardamine fausse Chélidoine
- Centaurea corymbosa Pourret, Centaurée en corymbe
- Centaurea pseudocoerulescens Briquet, Fausse Centaurée bleuâtre
- Centaurium chloodes (Brot) Sampaio, Petite Centaurée à fleurs serrées
- Centaurium scilloides (L. Fil) Sampiao, Petite Centaurée à fleurs de scille
- Centranthus trinervis (Viv) Beguinot, Centranthe à trois nervures
- Cephalaria syriaca (L.) Roem et Schultes, Cephalaire de Syrie
- Cerinthe glabra tenuiflora (Bertol) Domac, Melinet des Alpes
- Chamaecytisus glaber (L. fil) Rothmal, Cytise à longues grappes

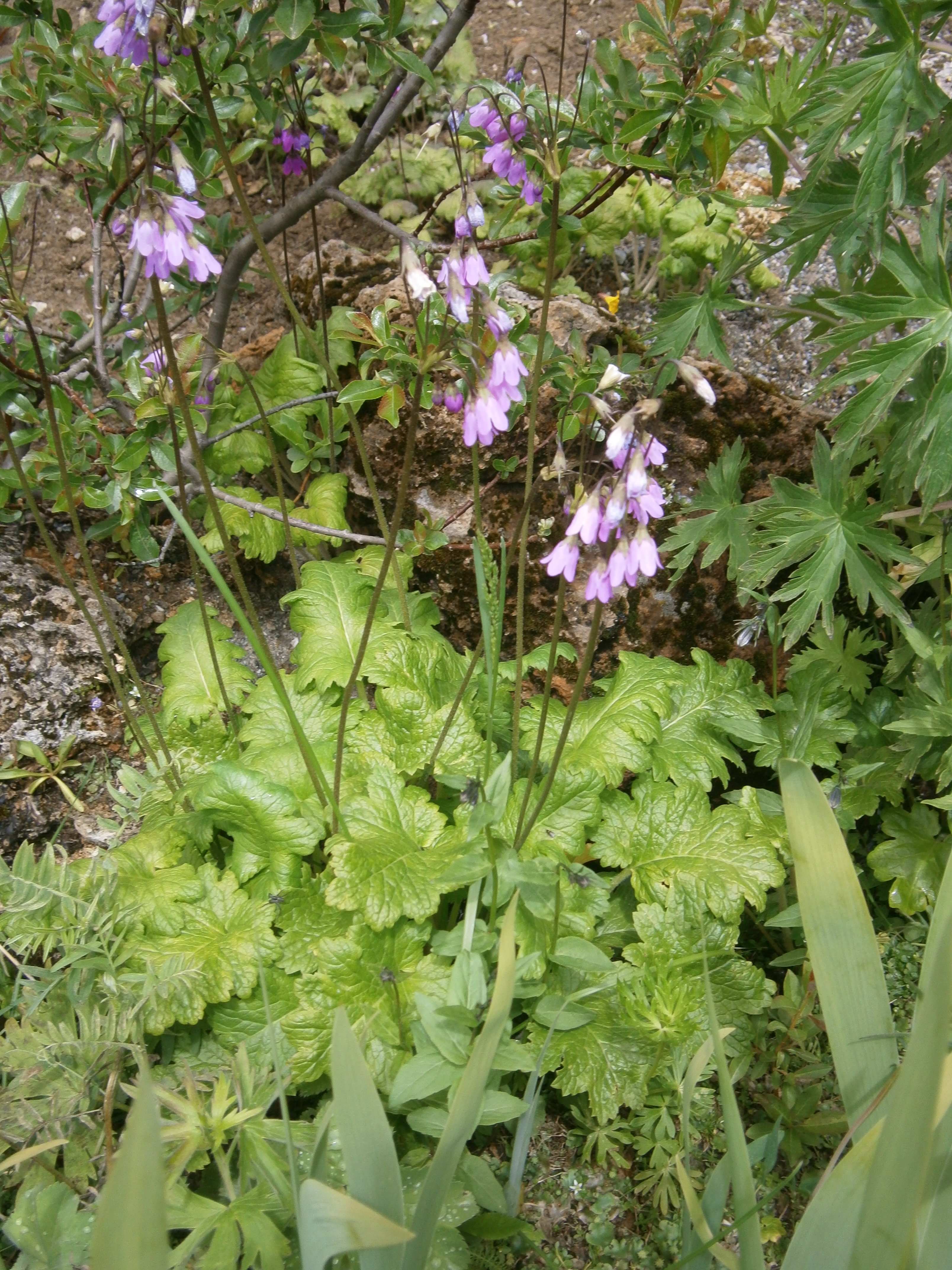
Cortusa matthiolii (Cortuse de Matthioli).

- Cirsium montanum (Waldst et Kit ex Willd) Sprengel, Cirse des montagnes
- Cistus populifolius L., Ciste à feuilles de peuplier
- Cistus pouzolzii Delile, Ciste de Pouzolz
- Cistus psilocephalus Sweet, Ciste hérissé
- Cochlearia aestuaria (Lloyd) Heywood, Cranson des estuaires
- Cortusa matthiolii L., Cortuse de Matthioli
- Crambe maritima L., Chou marin

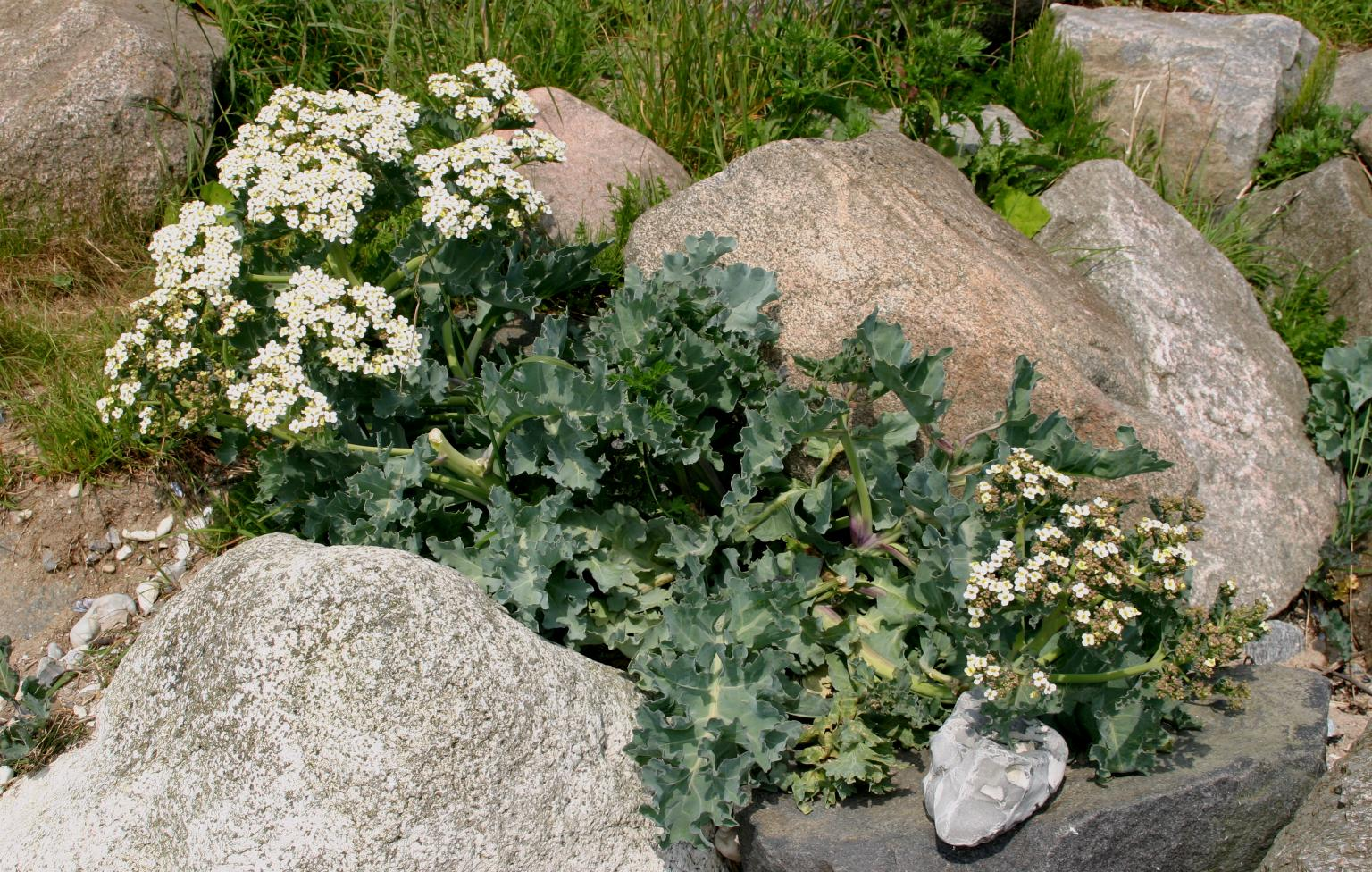
Crambe maritima (Chou marin).

- Crepis rhaetica Hegetschw, Crepis des Alpes réthiques
- Cytisus ardoini E.Fourn., Cytise d'Ardoino
- Daboecia cantabrica (Hudson) C Koch, Bruyère de Saint-Daboec
- Daphne striata Tratt, Camélée strié
- Daucus gadeceaui Rouy et Camus, Carotte de Gadeceau
- Delphinium requienii DC, Dauphinelle de Requien
- Delphinium verdunense Balbis, Pied-d'alouette de Bresse
- Dianthus hyssopifolius subsp. gallicus (Pers.) M.Laínz & Muñoz Garm., Œillet de France
- Dracocephalum austriacum L., Dracocéphale d'Autriche
- Dracocephalum ruyschiana L., Dracocéphale de Ruysch
- Draba incana L., Drave blanchâtre
- Echinospartum horridum (Vahl) Rothm, Genêt très épineux
- Elatine brochonii Clavaud, Elatine de Brochon
- Erica erigena R Ross, Bruyère de la Méditerranée
- Erica lusitanica Rudolphi, Bruyère du Portugal
- Erinacea anthyllis Lmk, Cytise hérisson
- Erodium manescavii Cosson, Erodium de Manescaut
- Erodium rodiei (Br-BI) Poirion, Erodium de Rhodié

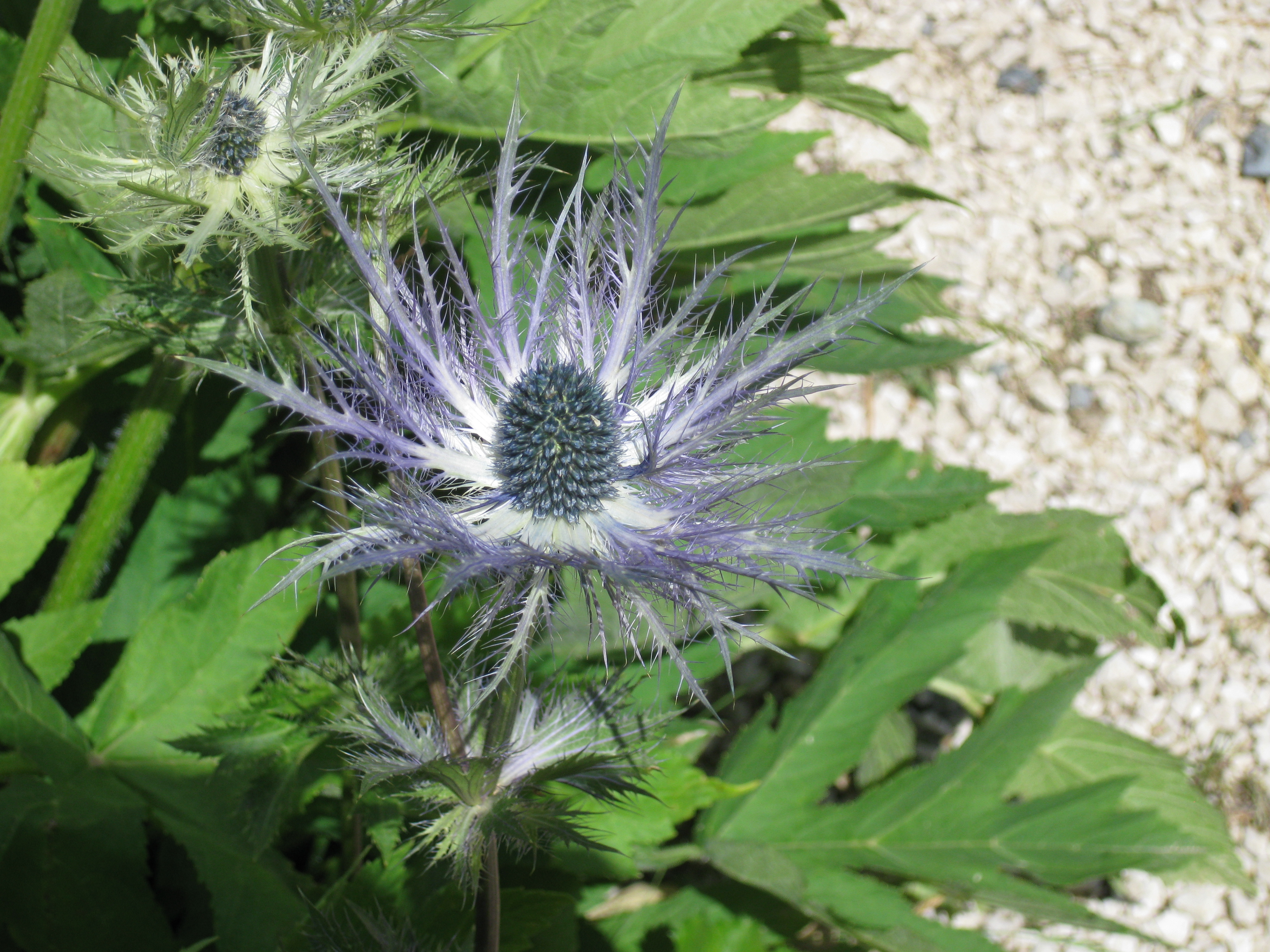
Eryngium alpinum (Panicaut des Alpes, ou chardon bleu des Alpes).

- Eryngium alpinum L., Panicaut des Alpes
- Eryngium barrelieri Boiss, Panicaut nain de Barrelier
- Eryngium spina-alba Vill, Panicaut blanc des Alpes
- Eryngium viviparum Gay, Panicaut nain vivipare
- Euphorbia graminifolia Vill, Euphorbe à feuilles de graminées
- Euphorbia variabilis Cesati, Euphorbe variable
- Evax carpetana Lange, Evax de Cavanillès
- Evax rotundata Moris, Evax de Corse
- Gallium trifidum L., Gaillet trifide
- Garidella nigellastrum L., Garidelle fausse-nigelle
- Gentiana ligustica R de Vilm & Chopinet, Gentiane ligure
- Gentiana utriculosa L, Gentianelle à calice renflé
- Gentianella amarella Börner, Gentianelle amère
- Gentianella uliginosa Börner, Gentianelle des marais

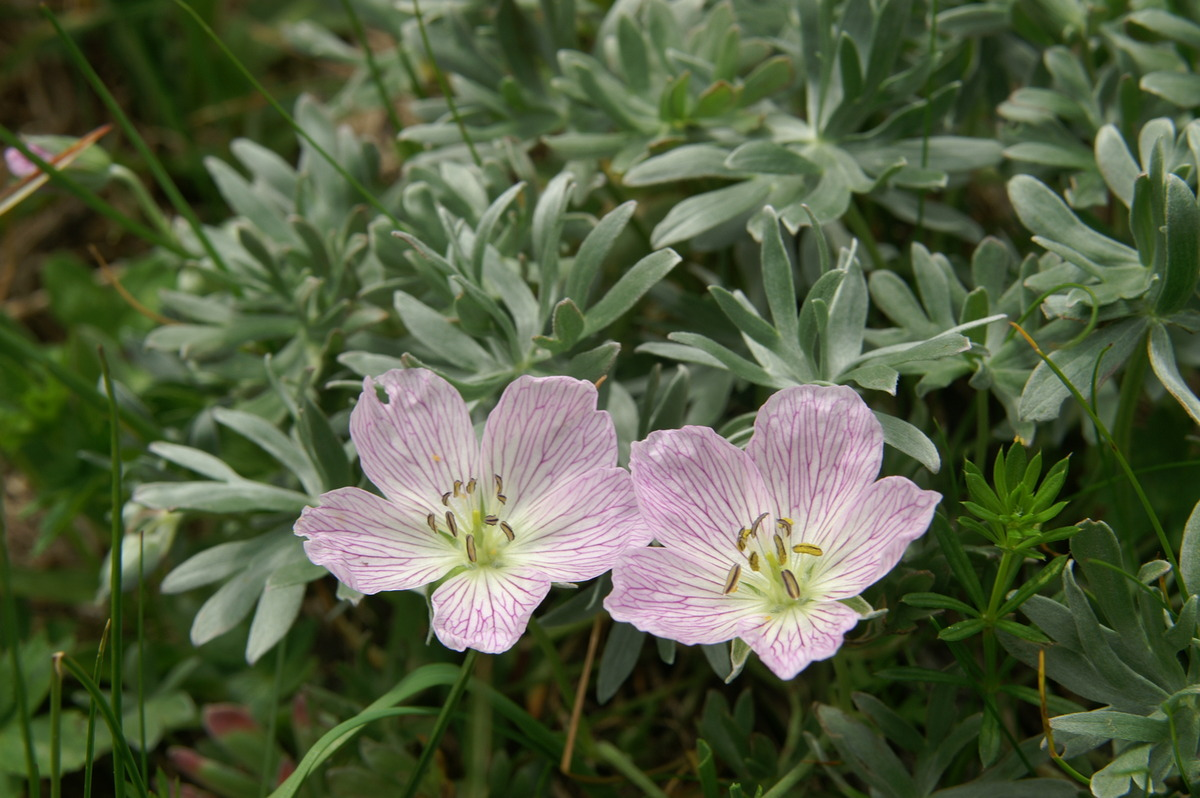
Geranium argenteum (Géranium à feuilles argentées).

- Geranium argenteum L., Géranium à feuilles argentées
- Geranium cinereum Cav, Géranium à feuilles cendrées
- Geranium endressii Gay, Géranium d'Endress
- Geum heterocarpum Boiss, Benoîte à fruits divers
- Halimione pedunculata Aellen, Obione à fruit pédonculé
- Hedysarum boutignyanum Alleiz, Sainfouin de Boutigny
- Helianthemum lavandulaefolium Miller, Hélianthème à feuilles de lavande
- Helianthemum marifolium (L.) Miller, Hélianthème à feuilles de Marum
- Heracleum minimum Lamarck, Berce naine
- Herniaria latifolia Lapeyr ssp litardierei Gamis, Herniaire de Litardière
- Hieracium eriophorum Saint Amans, Épervière des dunes
- Hibiscus palustris L Ketmie, Rose des marais

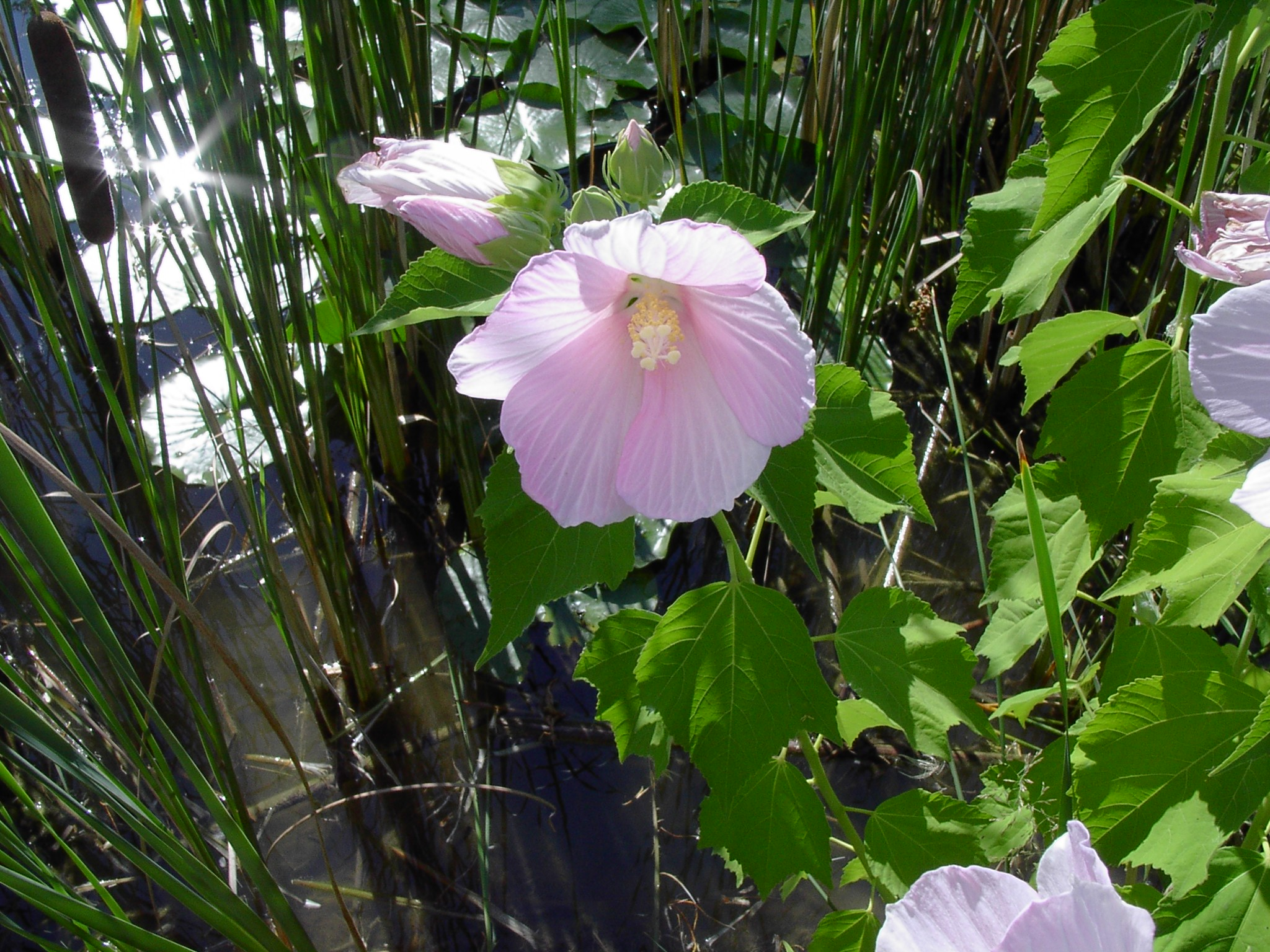
Hibiscus palustris (Rose des marais).

- Iberis aurosica Chaix, Corbeille d'argent du mont Aurouse
- Iberis prutii Tinéo ssp candolleana Jordan, Corbeille d'argent de De Candolle
- Inula bifrons L., Inule variable
- Inula helenioides DC, Inule fausse-aunée
- Isatis allionii PW Ball, Pastel des Alpes
- Jurinea humilis DC, Serratule naine
- Kosteletzkya pentacarpos (L.) Ledeb, Hibiscus à cinq fruits
- Laser trilobum Borkh, Laser trilobé

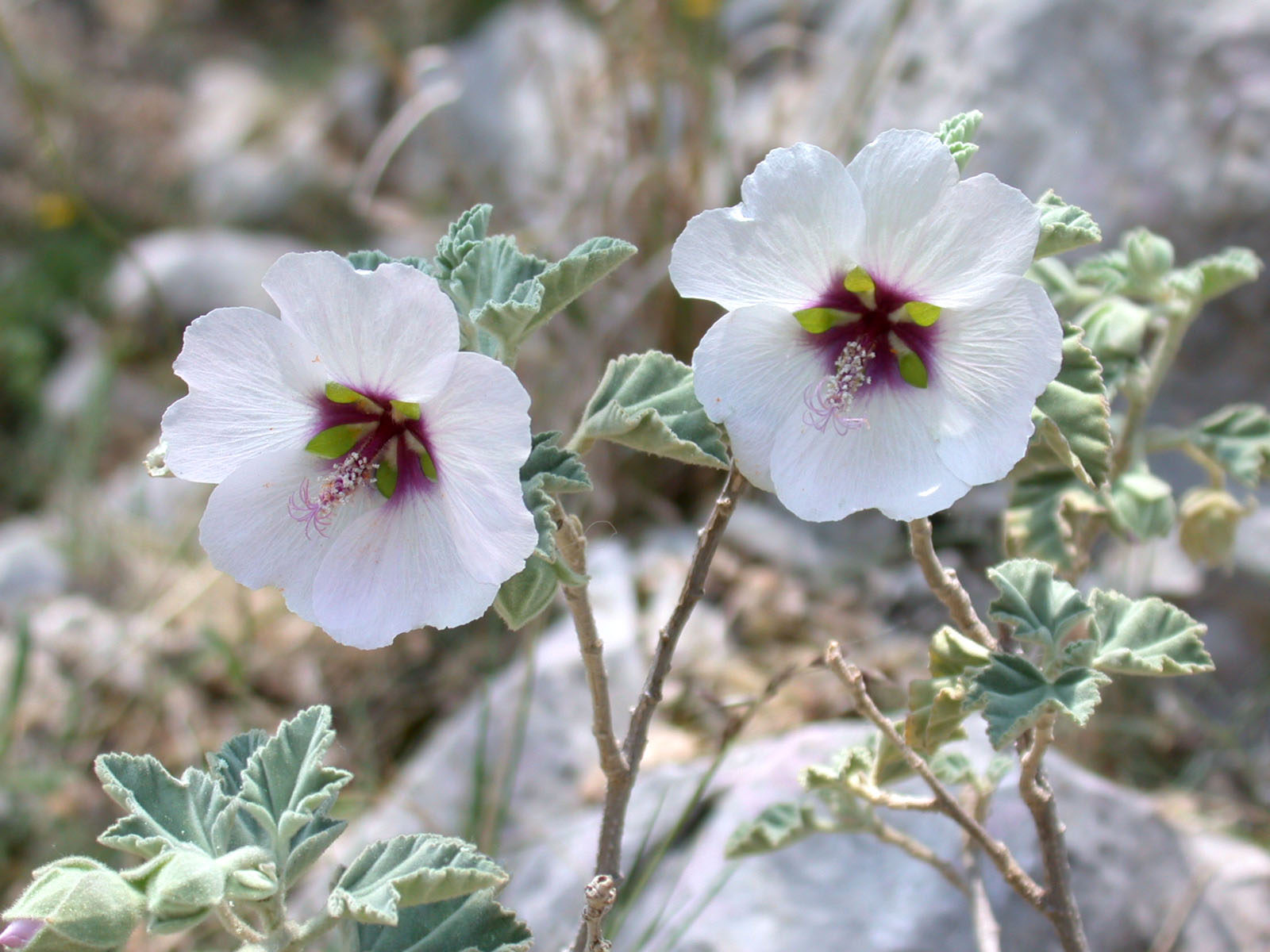
Lavatera maritima (Lavatère maritime).

- Lavatera maritima Gouan, Lavatère maritime
- Lathyrus maritimum Big, Gesse de mer
- Legousia castellana Sampiao, Spéculaire de Castille
- Leucanthemum crassifolium (Lange) Willk, Marguerite à feuilles épaisses
- Leuzea rhapontica (L.) J Holub, Rhapontique des Alpes
- Ligularia sibirica Coss, Ligulaire de Sibérie
- Limoniastrum monopetalum (L.) Boiss., Grand statice
- Limonium cordatum (L.) Mill, Statice à feuilles cordées
- Limonium diffusum Kuntze, Statice diffus
- Limonium girardianum Fourr, Statice de Girard
- Limonium humile Miller, Petit statice
- Limonium minutum L sl, Statices nains du groupe minutum
- Limonium dictyocladum Kuntze, Statice à rameaux raides
- Limonium ramosissimum (Poiret) Mair ssp provinciale Pignatti, Statice de Provence
- Limonium salmonis Pign, Statice de Salmon
- Linaria commutata Bernh ex Reichenb, Linaire grecque
- Linaria cirrhosa (L.) Cav, Linaire à vrilles
- Linaria flava (Poiret) Desf, Linaire jaunâtre
- Linaria reflexa (L.) Desf, Linaire à fruit recourbé
- Linaria thymifolia (Wahl) DC, Linaire à feuilles de thym
- Lindernia procumbens (Krocker), Philcox Lindernie couchée
- Linnaea borealis L., Linnée boréale

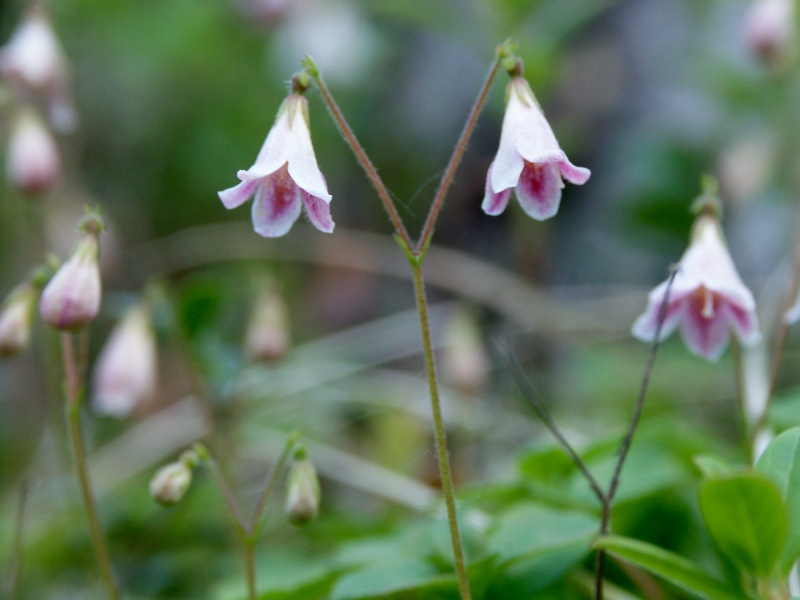
Linnaea borealis (Linnée boréale).

- Lithodora prostata (Loisel) Griseb, Grémil à rameaux étalés (synonyme de Glandora prostata (Loisel.) D.C.Thomas, 2008)
- Littorella uniflora (L) Ascherson, Littorelle à une fleur
- Lobelia dortmanna L., Lobélie de Dortmann
- Loeflingia hispanica L., Loeflingie d'Espagne

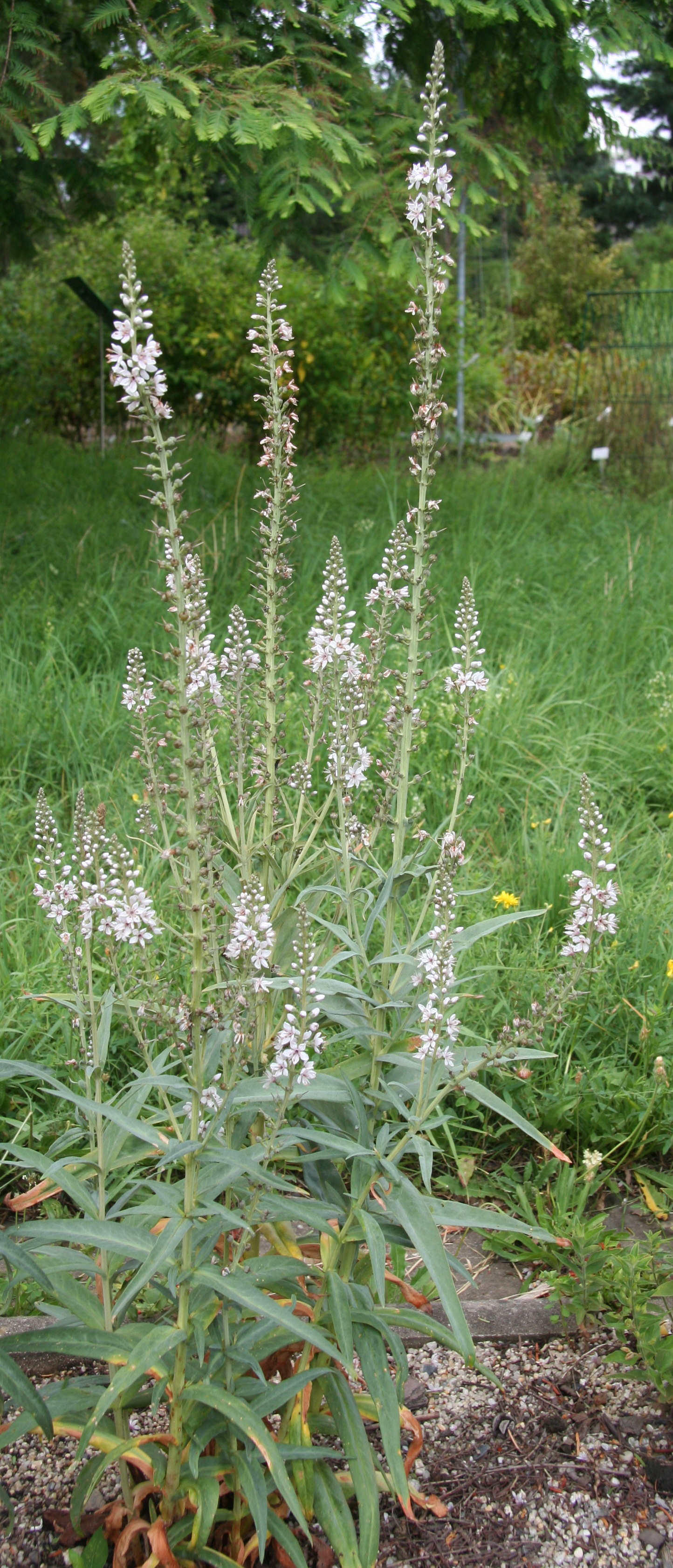
Lysimachia ephemerum (Lysimaque à feuille de saule).

- Lysimachia ephemerum L., Lysimaque à feuilles de saule
- Lysimachia thyrsiflora L., Lysimaque à fleurs à épi
- Lythrum thesioides Bied, Salicaire faux-thésion
- Lythrum thymifolia L., Salicaire à feuilles de thym
- Lythrum tribracteatum Salzm ex Sprengel, Salicaire à trois bractées
- Matthiola tricuspidata R Br, Matthiole à fruits à trois cornes
- Minuartia stricta (Swartz) Hierh, Sabline dressée
- Moehringia provincialis Merxmull et Grau, Sabline du Verdon
- Moehringia le-brunii Merxmull, Sabline de Le Brun
- Morisia monanthos Viv., Ascherson Morisie
- Myosotis pusilla Loisel, Myosotis ténu
- Nananthea perpusilla DC, Nananthée de Corse
- Naufraga balearica Constance & Cannon, Naufraga des Baléares
- Nigella gallica Jordan, Nigelle de France
- Nonea pulla DC, Nonnée brune
- Oenanthe foucaudi Tesseron, Œnanthe de Foucaud
- Odontites jaubertiana De Dietr ex Walpers, Euphraise de Jaubert
- Omphalodes littoralis Lehm, Cynoglosse des dunes
- Pedicularis recutita L., Pédiculaire tronquée
- Phyllodoce caerulea (L.) Bab, Andromède bleue
- Physospermum cornubiense (L.) DC, Physospermum de Cornouailles
- Phyteuma villarsii R Schultes, Raiponce de Villars
- Pimpinella siifolia Leresche, Pimpinelle à feuilles de Sium
- Polygum rayi Bab, Renouée de Ray

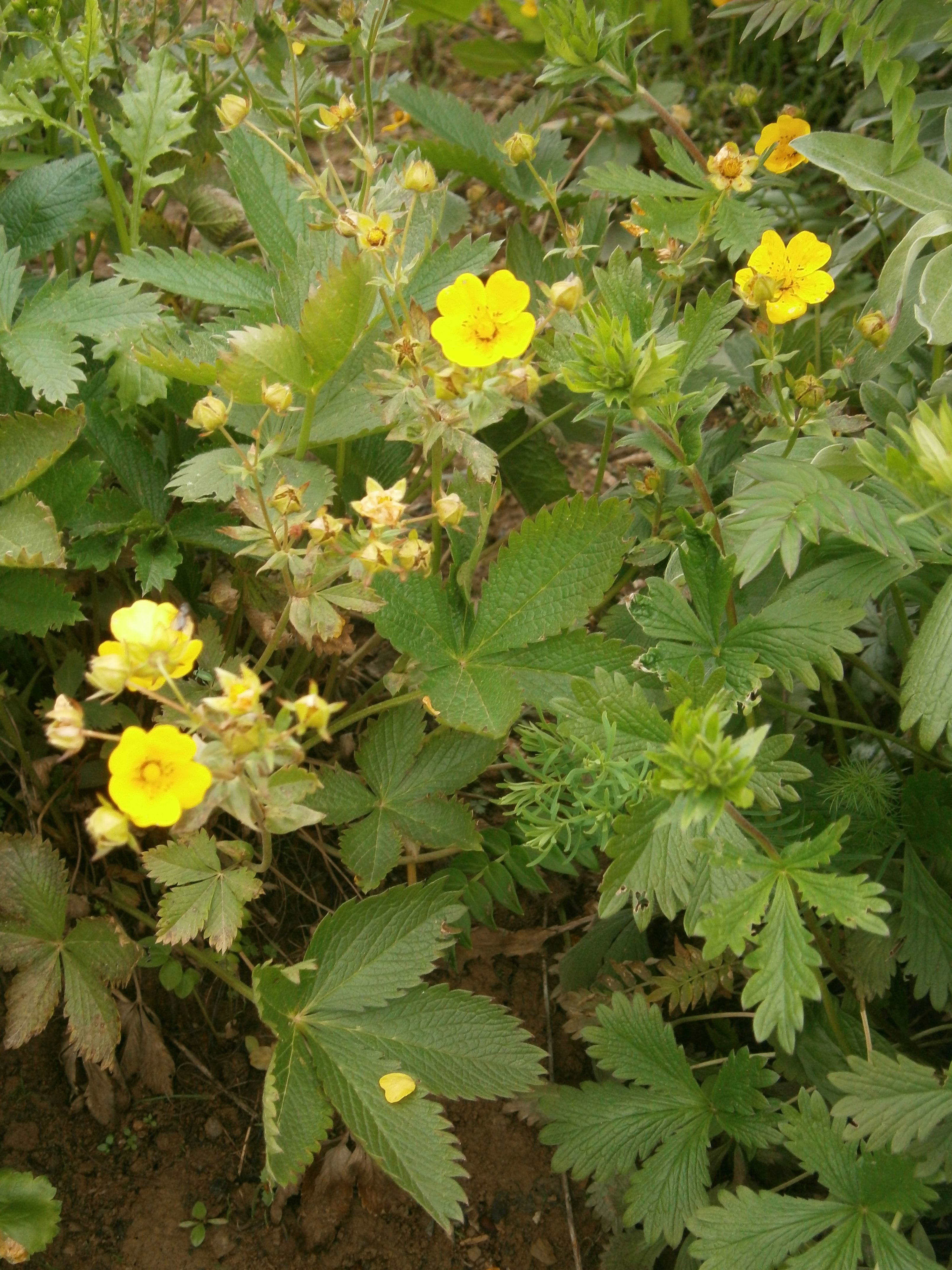
Potentilla delphinensis (Potentille du Dauphiné).

- Potentilla delphinensis Gren & Godron, Potentille du Dauphiné
- Potentilla fruticosa L., Potentille arbustive
- Primula allionii Loisel, Primevère d'Allioni
- Primula auricula L., Oreille d'ours
- Primula halleri JF Gmelin, Primevère de Haller
- Primula marginata Curtis, Primevère marginée
- Primula pedemontana Gaudin, Primevère du Piémont
- Prunus lusitanica L., Prunier du Portugal
- Pseudorlaya pumila L., Grande Fausse-Girouille des sables
- Ptilotrichum macrocarpum (DC) Boiss, Corbeille d'argent à gros fruits
- Ptilotrichum pyrenaicum Boiss, Corbeille d'argent des Pyrénées
- Pulicaria vulgaris Gaertn, Herbe de Saint-Roch
- Pulsatilla halleri Willd, Anémone de Haller
- Pyrola rotundifolia L. ssp maritima (Kenyon) EF Warburg, Pyrole des dunes
- Quercus crenata Lamarck, Faux chêne-liège
- Ranunculus canuti Cosson, Bouton d'or de Canut
- Ranunculus fontanus C Presl, Renoncule des fontaines
- Ranunculus lateriflorus DC, Renoncule à fleurs latérales

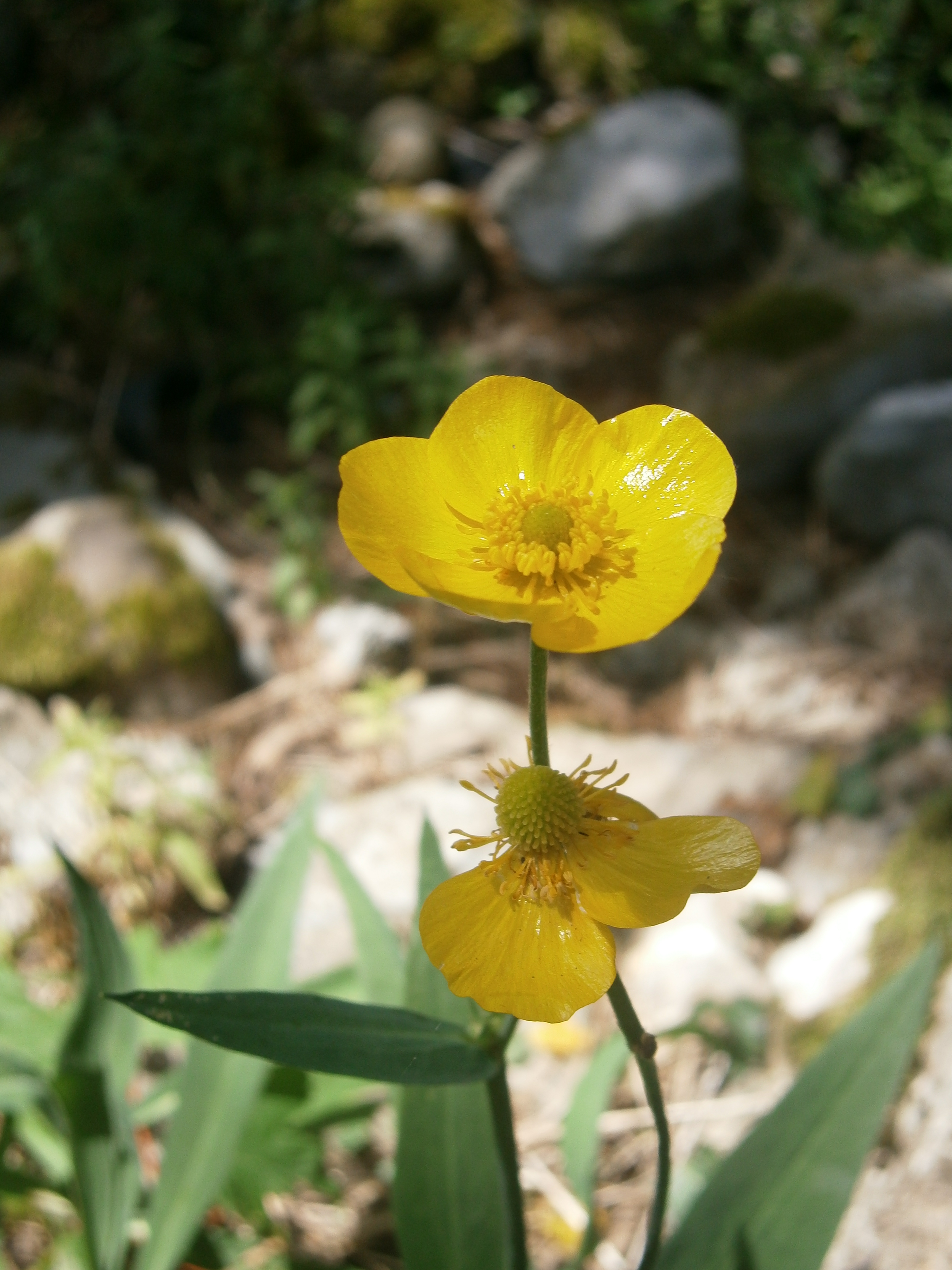
Ranunculus lingua (Grande Douve).

- Ranunculus lingua L., Grande Douve
- Ranunculus millefoliatus Vahl, Bouton d'or à mille feuilles
- Ranunculus nodiflorus L., Renoncule à fleurs en boules
- Ranunculus ophioglossifolius Wili, Bouton d'or à feuilles d'Ophioglosse
- Ranunculus revelieri Boreau, Renoncule de Revelier
- Reutera lutea Boiss, Pimpinelle jaune
- Rhododendron hirsutum L., Rhododendron poilu
- Rouya polygama Coincy, Thapsie de Rouy
- Rumex rupestris Le Gall, Oseille des rochers
- Rumex tuberosus L., Oseille tubéreuse
- Salix breviserrata B Flod, Saule à feuilles de myrte
- Salix lapponum L., Saule des Lapons
- Saponaria bellidifolia Sm, Saponaire à feuilles de pâquerette
- Saponaria lutea L., Saponaire jaune

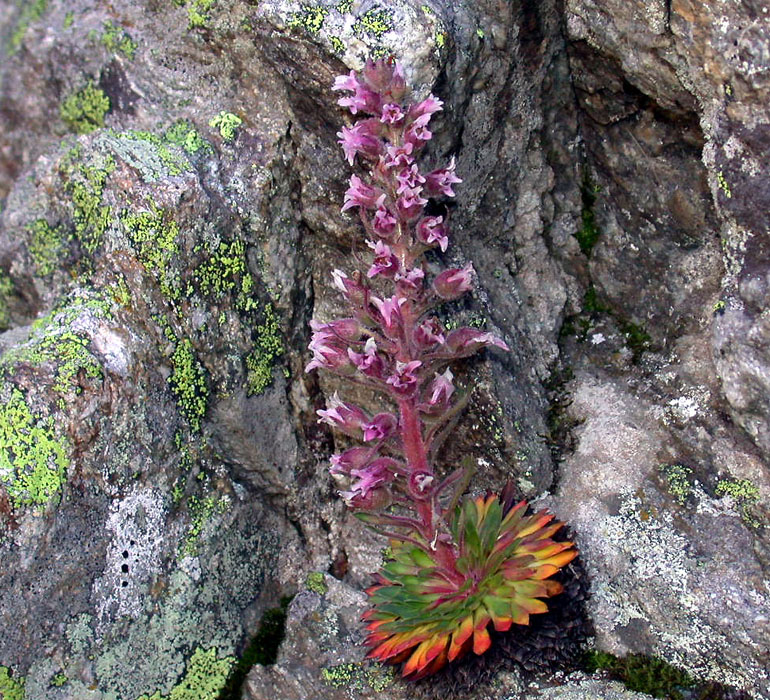
Saxifraga florulenta (Saxifrage à nombreuses fleurs).

- Saxifraga florulenta Moretti, Saxifrage à nombreuses fleurs
- Saxifraga hieraciifolia Walds et Kit, Saxifrage à feuille d'épervière
- Saxifraga hirculus L., Saxifrage à œil de boue
- Saxifraga museoides All, Saxifrage fausse-mousse
- Saxifraga mutata L., Saxifrage variable
- Saxifraga valdensis DC, Saxifrage de Vaud
- Scandicium stellatum Thellung, Scandix étoilé
- Scorzonera parviflora Jacq., Scorzonère à petites fleurs
- Scrophularia pyrenaica Bentham, Scrofulaire des Pyrénées
- Sedum andegavense Desv, Vermiculaire d'Angers
- Senecio bayonnensis Boiss, Séneçon de Bayonne
- Senecio congestus (R Br) DC, Cinéraire des marais
- Senecio macrochaetus Willk, Séneçon à grosses soies
- Serratula lycopifolia A Kerner, Serratule à feuilles de chanvre d'eau
- Seseli boconii Guss, Seseli de Bocone
- Silene coeli-rosa (L.) Godron, Silène d'un rose céleste
- Silene salzmanii Badaro ex Moretti, Silène de Salzmann
- Silene velutina Pourret ex Loisel, Silène velouté
- Sisymbrium supinum L., Sisymbre couché

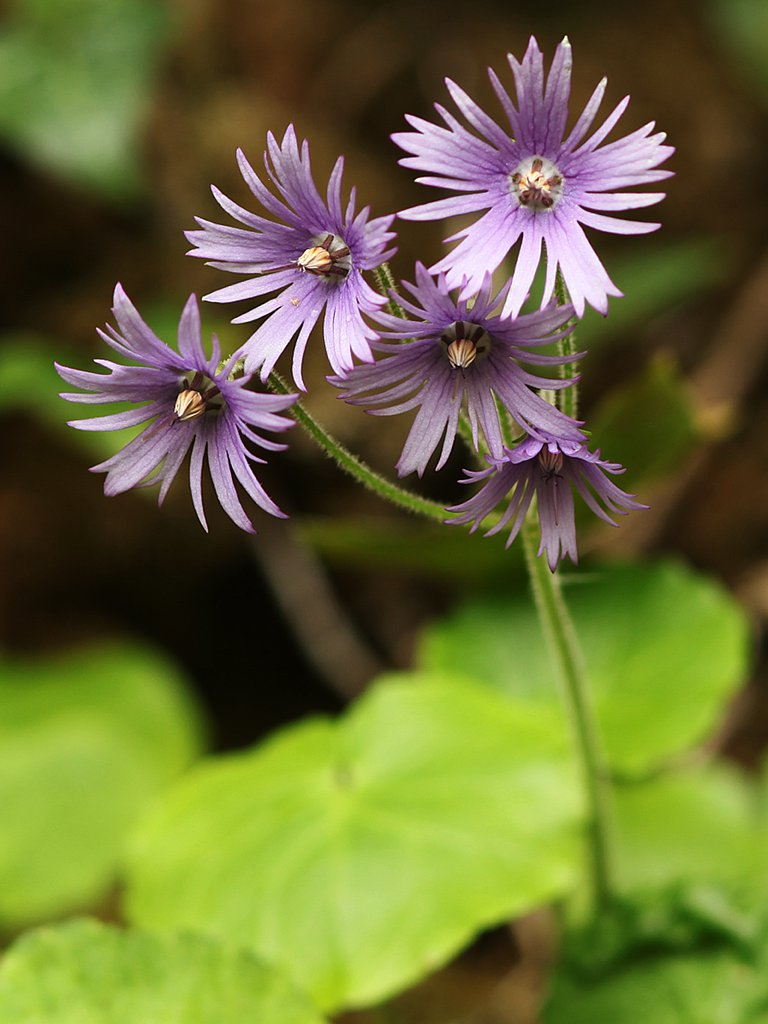
Soldanella villosa (Soldanelle velue).

- Soldanella villosa Darracq, Grande Soldanelle
- Sorbus latifolia Persoon, Alisier de Fontainebleau
- Stachys brachyclada De Noë ex Cosson, Epiaire à rameaux courts
- Stachys ocymastrum (L.) Briquet, Epiaire hérissée
- Suchowia balearica (L.), Médie Suckowia
- Tamarix africana Poiret, Tamaris d'Afrique
- Teline linifolia (L.) Webb et Berthelot, Genêt à feuilles de lin
- Teucrium asistatum Perez Lara, Germandrée de Crau
- Teucrium fruticans L., Germandrée arbustive
- Teucrium massiliense L., Germandrée de Marseille
- Teucrium pseudochamaepitys L., Germandrée à allure de pin
- Thorella verticillatinundata (Thore), Faux-Cresson de Thore
- Trientalis europaea L, Trientale

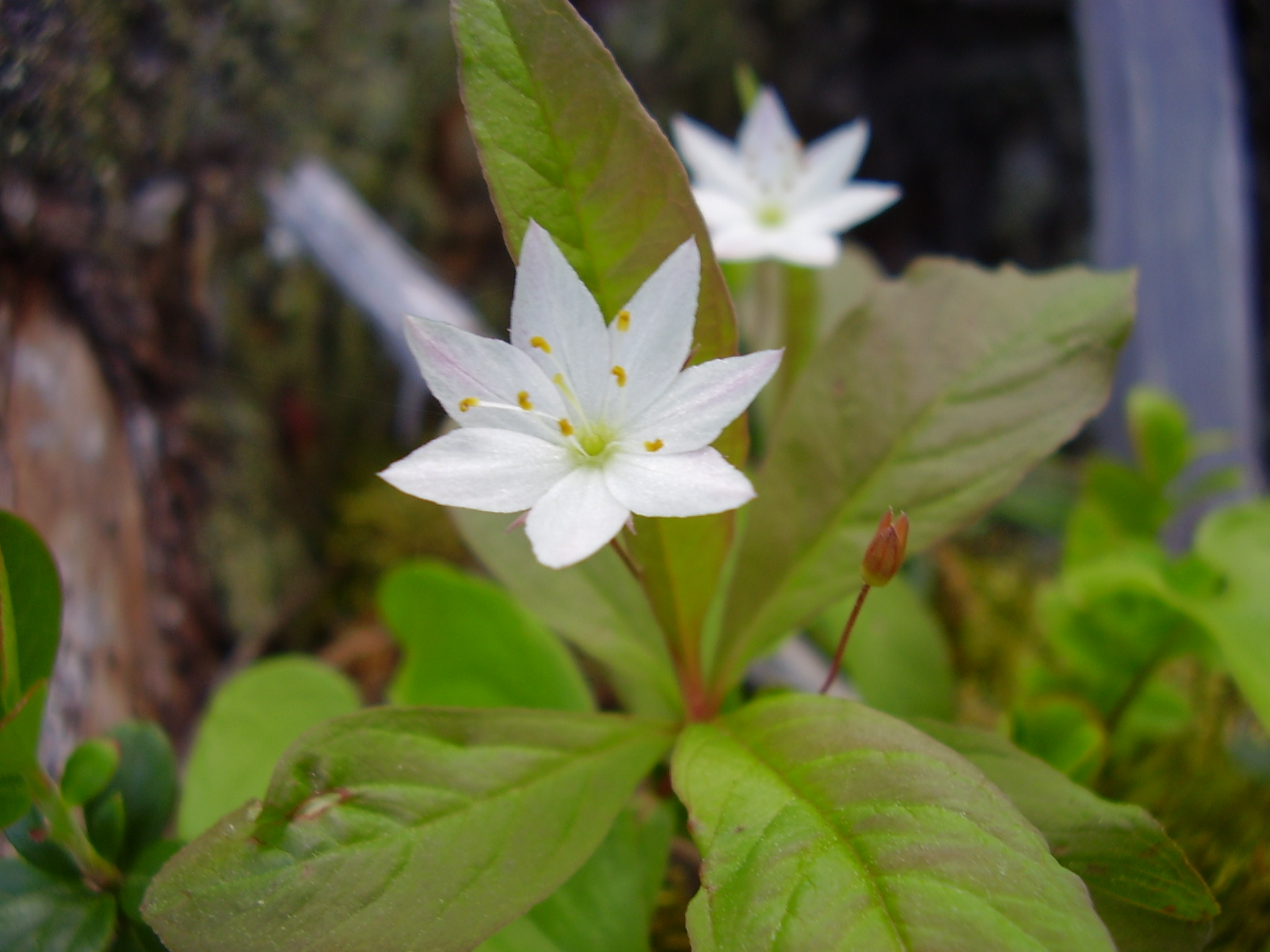
Trientalis europaea (Trientale).

- Trifolium cernuum Brot, Trèfle à fleurs penchées
- Thymelaea tartonraira (L.) All, Tartonraire
- Thymelaea thomasii Duby, Passerine de Thomas
- Thymelaea ruizii Loscos ex Casav, Passerine de Ruiz
- Trifolium saxatile All, Trèfle des rochers
- Utricularia ochroleuca R Hartmann, Utriculaire d'un vert jaunâtre
- Vicia altissima Desf, Vesce élevée
- Vicia argentea Lapeyr, Vesce argentée
- Vicia barbazitae Ten, ex Guss, Vesce de Barbazita

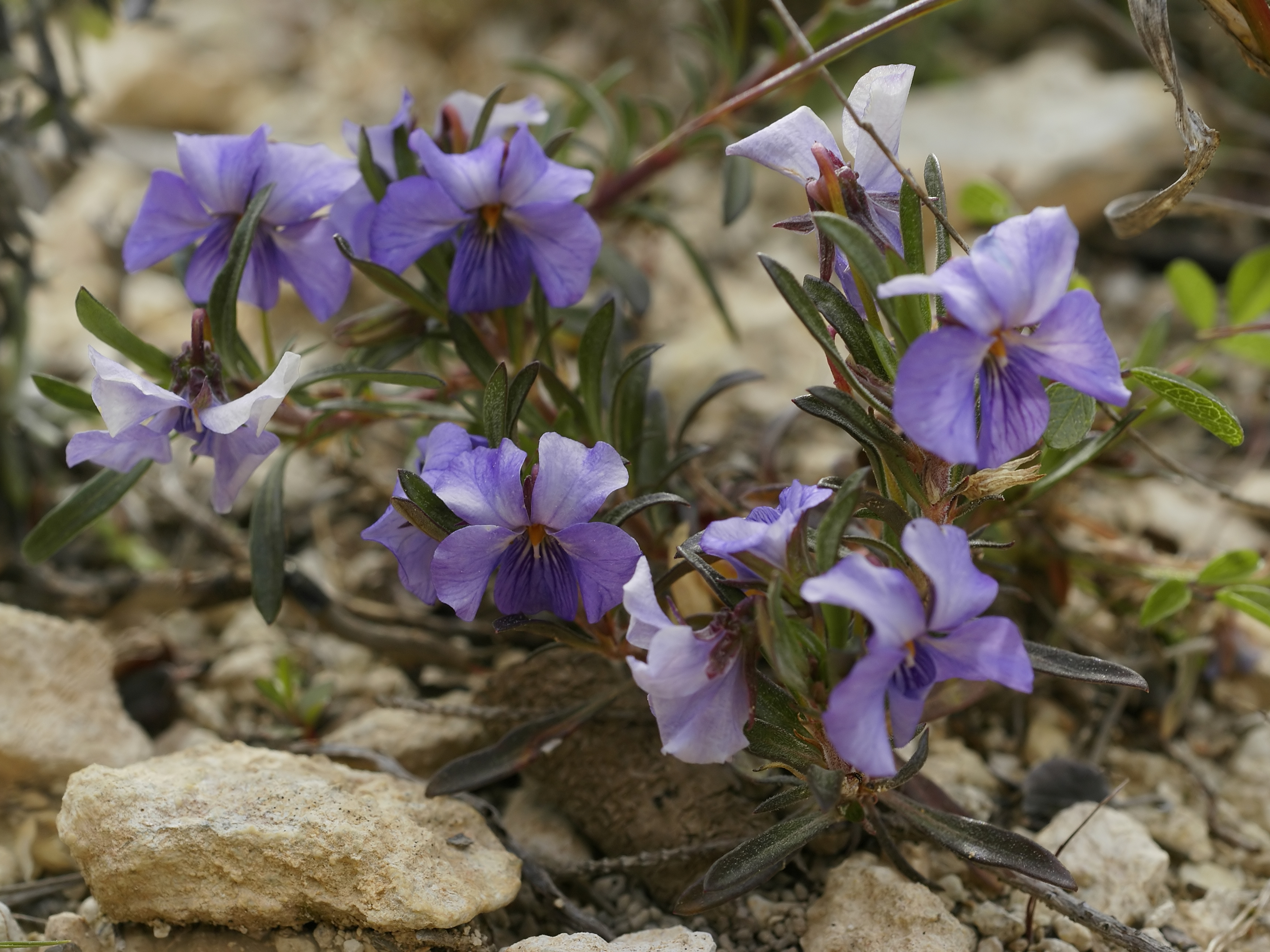
Viola arborescens (Violette ligneuse).

- Viola arborescens L., Violette sous-arbustive
- Viola cryana Grillot, Violette de Cry
- Viola elatior Fries, Violette élevée
- Viola pinnata L., Violette à feuilles pennées
- Viola rothomagensis Lamarck, Pensée de Rouen
- Vitis vinifera subsp. sylvestris (C.C.Gmel.) Hegi, Vigne sauvage
- Xatardia scabra (Lapeyr) Meissn, Givert des isards

### Monocotylédones

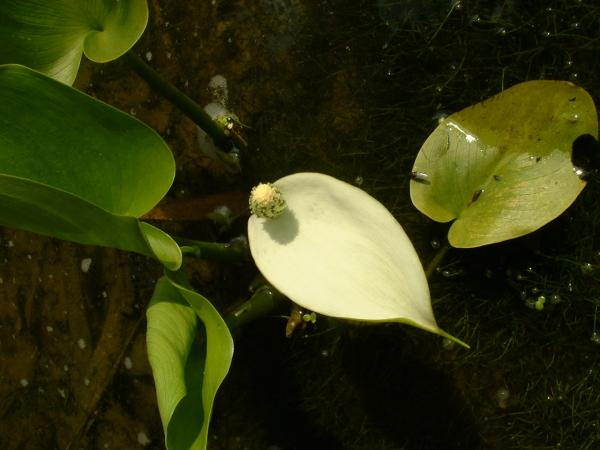
Calla palustris (Arum d'eau).

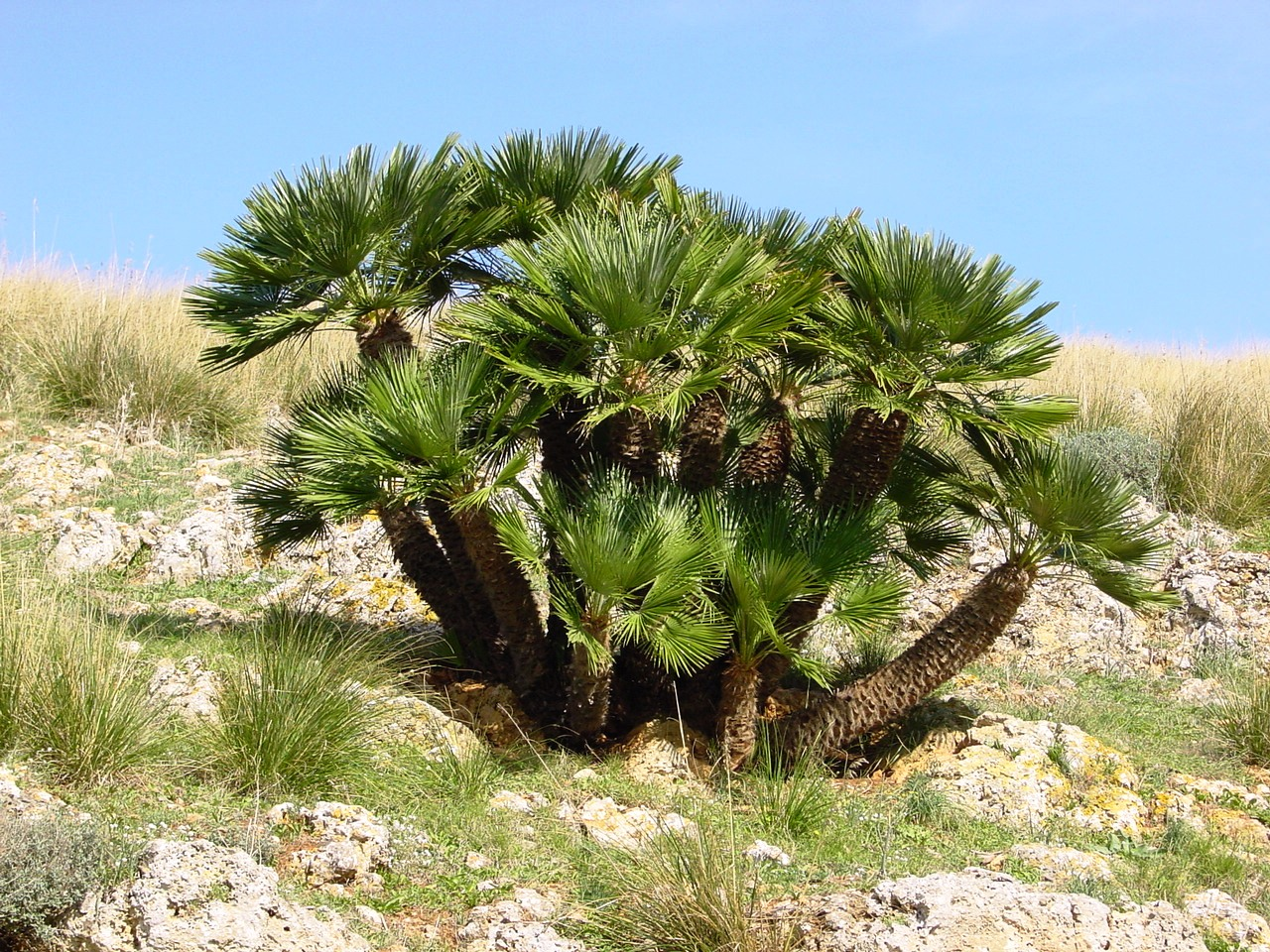
Chamaerops humilis (Palmier nain, Doum).

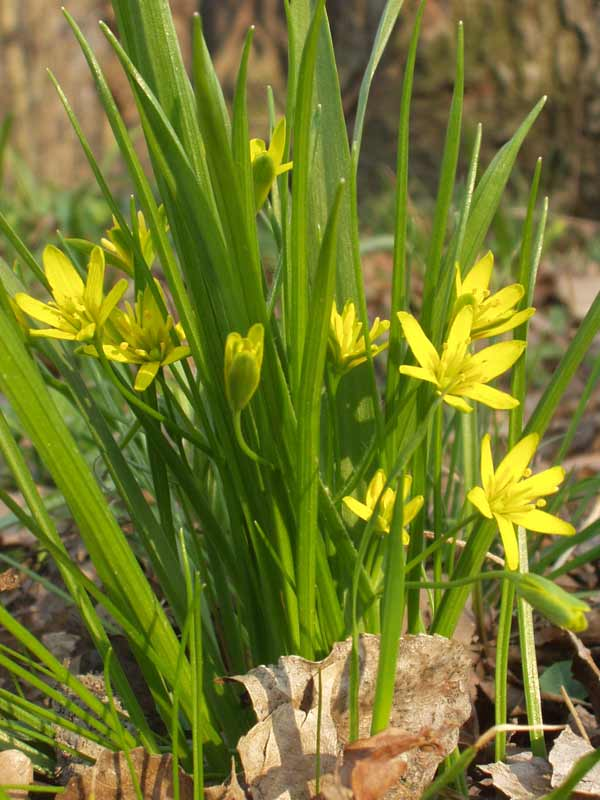
Gagea lutea (Gagée jaune).

- Agrostis tenerrima Trin, Agrostis élégant
- Allium chamaemoly, Ail petit Moly
- Allium lineare Schrader, Ail dressé
- Allium moly L., Ail doré
- Althenia barrandonii Duval-Jouve, Althenie
- Ambrosiania bassii L., Ambroisie de Bassi
- Ampelodesmos mauretanica (Poiret) T Durand et Schinz
- Bellevalia romana (L.) Reichenb, Bellevalia de Rome
- Bellevalia trifoliata (Ten) Kunth, Bellevalia à trois feuilles
- Borderea pyrenaica Miegeville, Dioscorée des Pyrénées
- Bromus bromoideus (Lej Crepin), Brome des Ardennes
- Bromus grossus Desf ex DC, Brome à fleurs nombreuses
- Caldesia parnassifolia (L.) Parl, Alisma à feuilles de Parnassie
- Calla palustris L., Arum d'eau
- Carex atrofusca Schkuhr, Laiche noirâtre
- Carex bicolor All, Laiche bicolore
- Carex buxbaumii Wahlenb, Laiche de Buxbaum
- Carex chordorrhiza L fil, Laiche à long rhizome
- Carex firma Host, Laiche rigide
- Carex fritschii Waisb, Laiche de Fritsch
- Carex glacialis Mackenzie, Laîche des glaciers
- Carex grioletii Roemer, Laiche de Griolet
- Carex heleonastes L fil, Étoile des marais
- Carex hordeistichos Vill, Laiche à épis d'orge
- Carex irrigua Hiitonen, Laiche inondable des tourbières
- Carex limosa L., Laiche des tourbières
- Carex microglochin Wahlenb, Laiche à petite arète
- Carex ornithopodioides Hausm, Laiche faux-Pied d'oiseau
- Carex pseudobrizoides Clavaud, Laiche fausse-brize
- Carex reichenbachii Bonnet, Laiche de Reichenbach
- Carex repens Bellardi, Laiche rampante
- Carex vaginata Tausch, Laiche à feuille engainante
- Chamaerops humilis L., Palmier nain, Doum
- Colchicum corsicum Baker, Colchique de Corse
- Colchicum cupanii Guss, Colchique de Bertoloni
- Coleanthus subtilis Seidl, Coléanthe délicat

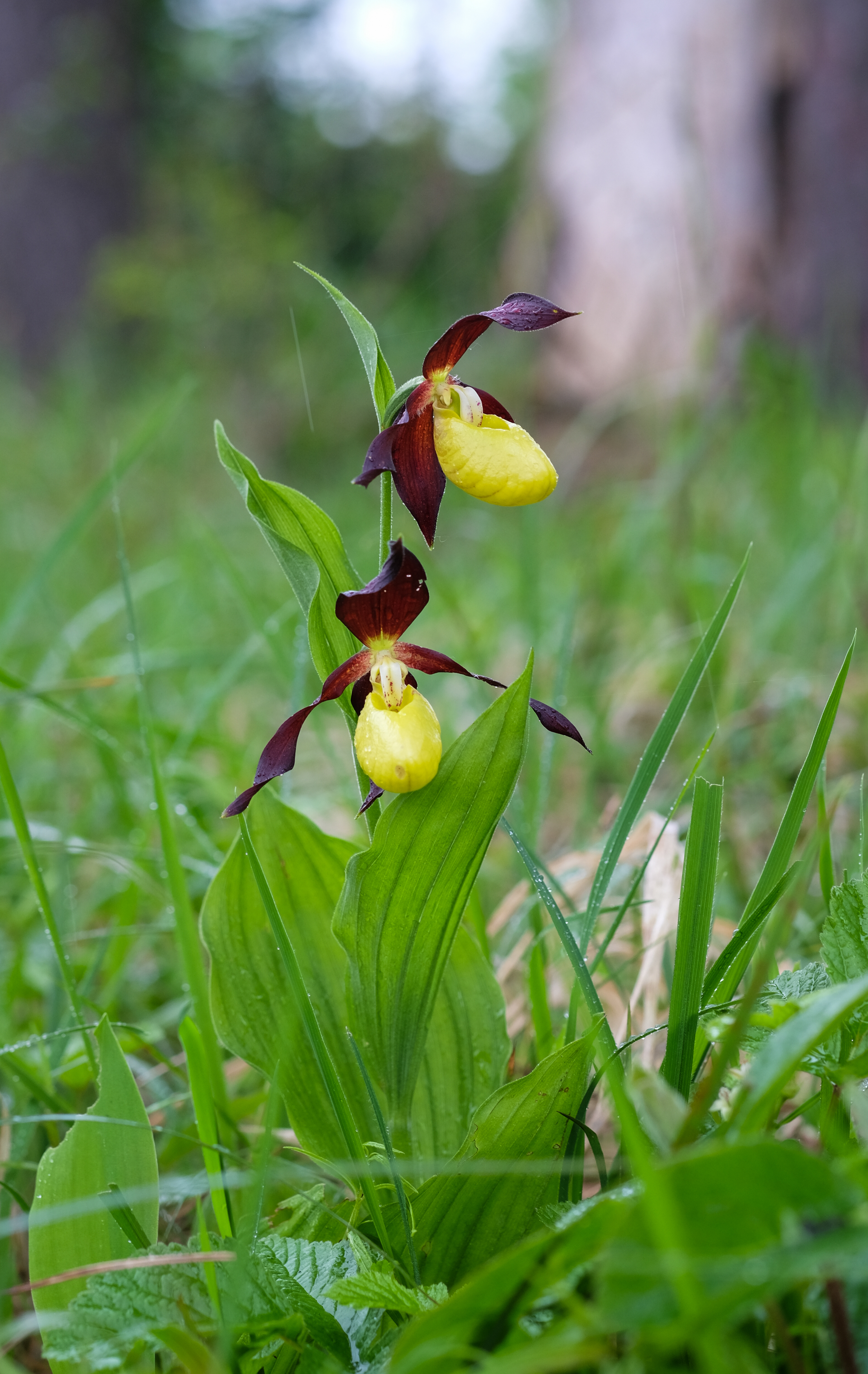
Cypripedium calceolus (Sabot de Vénus).

- Cypripedium calceolus L., Sabot-de-Vénus
- Damasonium alisma Miller, Étoile d'eau
- Damasonium polyspermum Cosson Étoile d'eau à nombreuses graines
- Elymus arenarius Hochts, Seigle de mer, grand Oyat
- Epipogon aphyllum Swartz, Epipogon sans feuilles
- Eriophorum gracile Koch ex Roth, Linaigrette grèle
- Fritillaria orientalis Adams - Fritillaire de Caussols
- Gagea arvensis (Pers) Dumort, Gagée des champs
- Gagea bohemica (Zauscher) Schultes, Gagée de Bohème
- Gagea foliosa (J et C Prest) Schultes, Gagée très feuillue
- Gagea granatelli (Parl) Parl, Gagée de Granatelli
- Gagea lutea (L.) Ker-Gawler, Gagée jaune
- Gagea minima(L.) Ker-Gawler, Petite gagée
- Gagea pratensis (Pers) Dumort Gagée des prés
- Gagea saxatilis (Mert et Koch) Schultes, Gagée des rochers
- Gagea soleirolii FW Schultz, Gagée de Soleirol

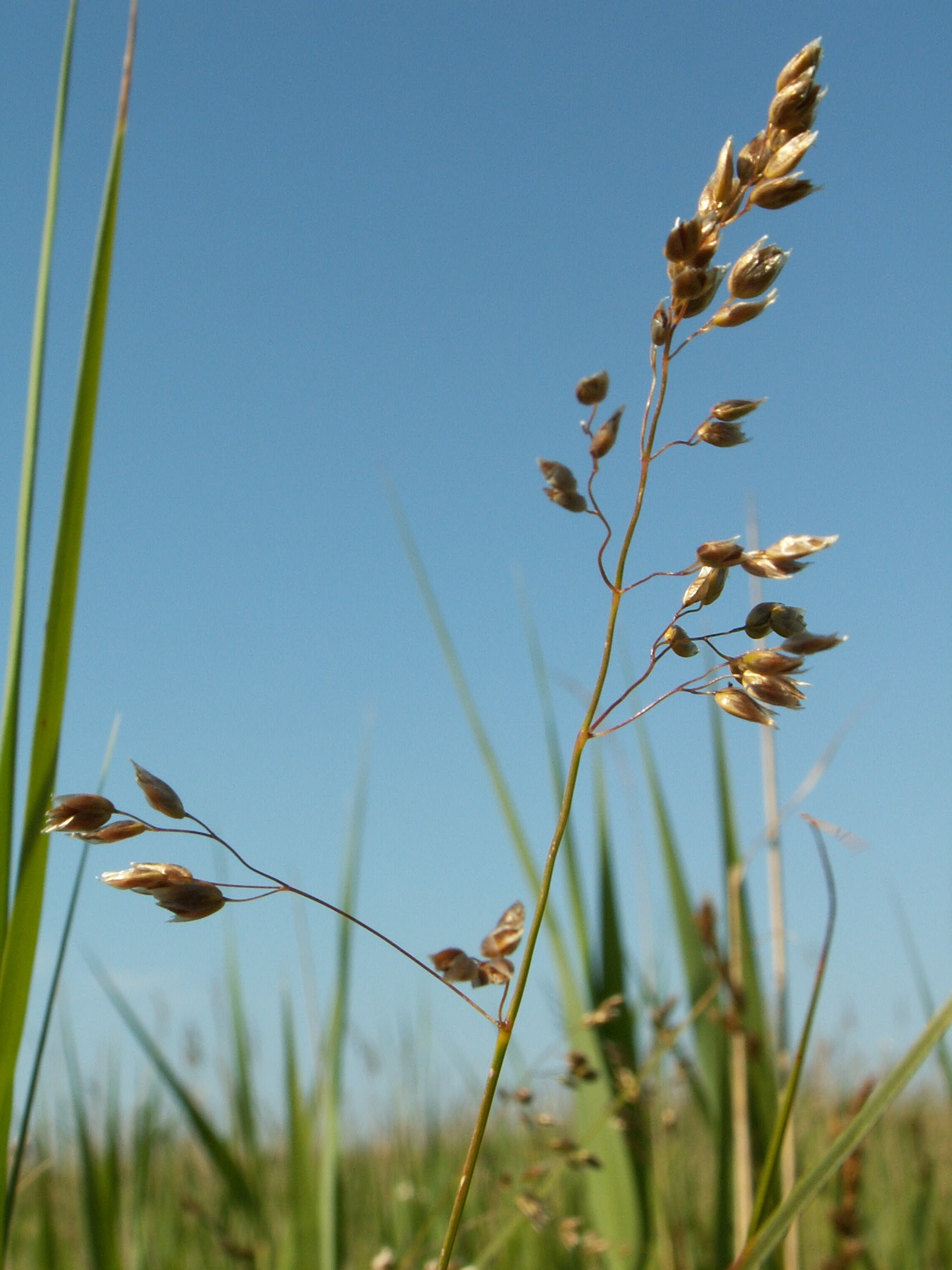
Hierochloe odorata (Avoine odorante).

- Gagea spathacea (Hayne) Salisb Gagée à spathe
- Gladiolus dubius Guss, Glaïeul douteux
- Gladiolus palustris Gaudin, Glaïeul des marais
- Hammarbya paludosa (L.) 0 Kuntze, Malaxis des tourbières
- Hermodactylus tuberosus Miller, Iris tubéreux
- Hierochloe odoranta (L.) Beauv, Avoine odorante
- Iris aphylla L., Iris sans feuille

- Iris sibirica L.,Iris de Sibérie

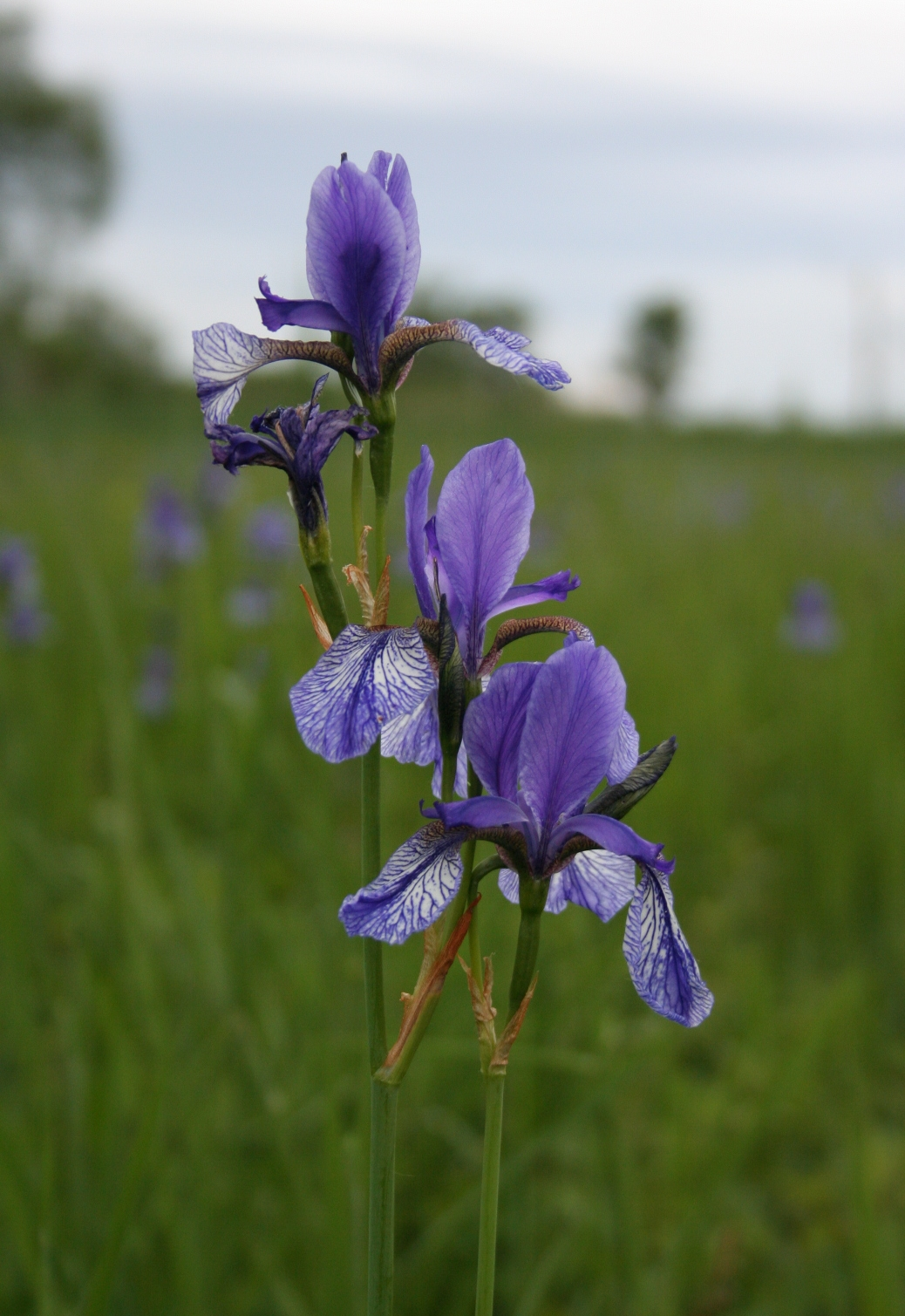
Iris sibirica (Iris de Sibérie).

- Iris sisyrhynchium L, Iris faux-Sisyrhynque
- Iris xiphium L., Iris d'Espagne
- Juncus pyrenaeus Timb Lagr et Jambernat, Jonc des Pyrénées

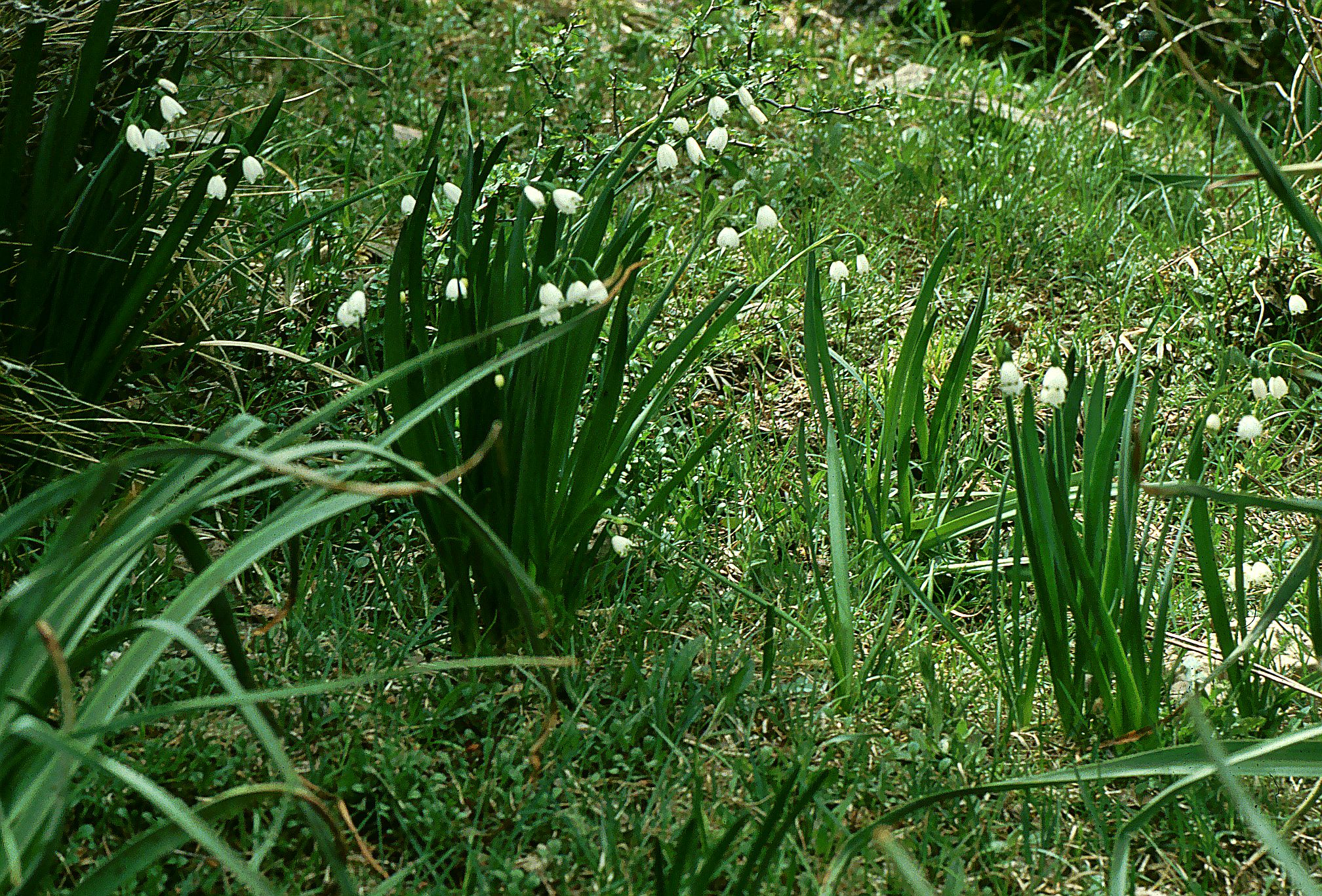
Leucojum aestivum (Nivéole d'été).

- Leucojum aestivum L., Nivéole d'été
- Leucojum longifolium Gren, Nivéole à longues feuilles
- Leucojum nicaeense Ardoino, Nivéole de Nice
- Liparis loeselii LCM Richard, Liparis de Loesel
- Lolium parabolicum Sennen ex Sampaio, Ivraie du Portugal
- Luronium natans (L.) Raf, Flûteau nageant
- Merendera filifolia Camb, Mérendère à feuilles filiformes
- Narcissus triandus L. ssp. capax (Salisb) L A Webb, Narcisse des Glénan
- Nectaroscordum siculum Lindley, Ail de Sicile
- Ophrys aveyronensis (JJ Wood) Delforge, Ophrys de l'Aveyron
- Ophrys bertolonii Moretti sl, Ophrys du groupe bertolonii
- Ophrys bombyliflora Link, Ophrys bombyx
- Ophrys speculum Link, Ophrys miroir
- Ophrys tenthredinifera Willd, Ophrys à grandes fleurs
- Orchis coriophora L., Orchis punaise
- Orchis longicornu Poiret, Orchis à long éperon
- Orchis provincialis Balbis., Orchis de Provence
- Orchis provincialis Balbis ssp pauciflora (Ten) Camus, Orchis à fleurs peu nombreuses
- Orchis saccata Tenore, Orchis feu

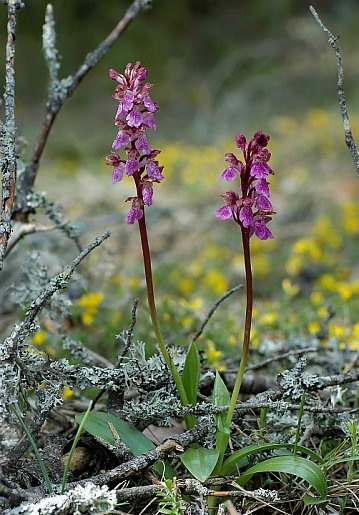
Orchis spitzelii (orchis de Spitzel, ou orchis à corne courte).

- Orchis spitzelii Sauter ex Koch, Orchis de Spitzel
- Peribalia minuta Aschers et Graebn, Canche naine
- Piptatherum virescens (Trin) Boiss, Millet verdâtre
- Potamogeton rutilus Wolfg, Potamot rougeâtre
- Scheuchzeria palustris L., Scheuchzérie des tourbières
- Scilla hyacinthoides L.,Scille fausse jacinthe
- Scirpus pumilus Vahl, Scirpe alpin
- Schoenus ferrugineus L., Chouin noirâtre
- Serapias neglecta De Not, Sérapias négligé
- Serapias nurrica B Corrias, Sérapias des nuraghi
- Serapias parviflora Parlat, Sérapias à petites fleurs
- Spiranthes aestivalis L C M Richard, Spiranthe d'été
- Sternbergia colchiciflora Waldst et Kit, Sternbergie à fleurs de colchique
- Tofieldia pusilla Pers, Tofieldie boréale
- Triglochin laxiflorum Guss, Troscart à fleurs lâches
- Tulipa agenensis DC, Tulipe œil de soleil
- Tulipa clusiana DC, Tulipe de l'Écluse
- Tulipa gesneriana L.[4], Tulipe de Gesner
- Tulipa raddii Reboul = Tulipa praecox Ten, Tulipe précoce
- Tulipa sylvestris subsp. sylvestris L., Tulipe sauvage (sous-espèce type)
- Typha minima Funk, Petite massette
- Typha shuttleworthii Koch et Sondes, Massette de Shuttleworth
- Urginea fugax Steinh, Scille éphémère
- Urginea undulata Steinh, Scille à feuilles ondulées
- Veratrum nigrum L., Vérâtre noir

### Gymnospermes
- Pinus mugo Turra, Pin mugho (spontané)

### Ptéridophytes

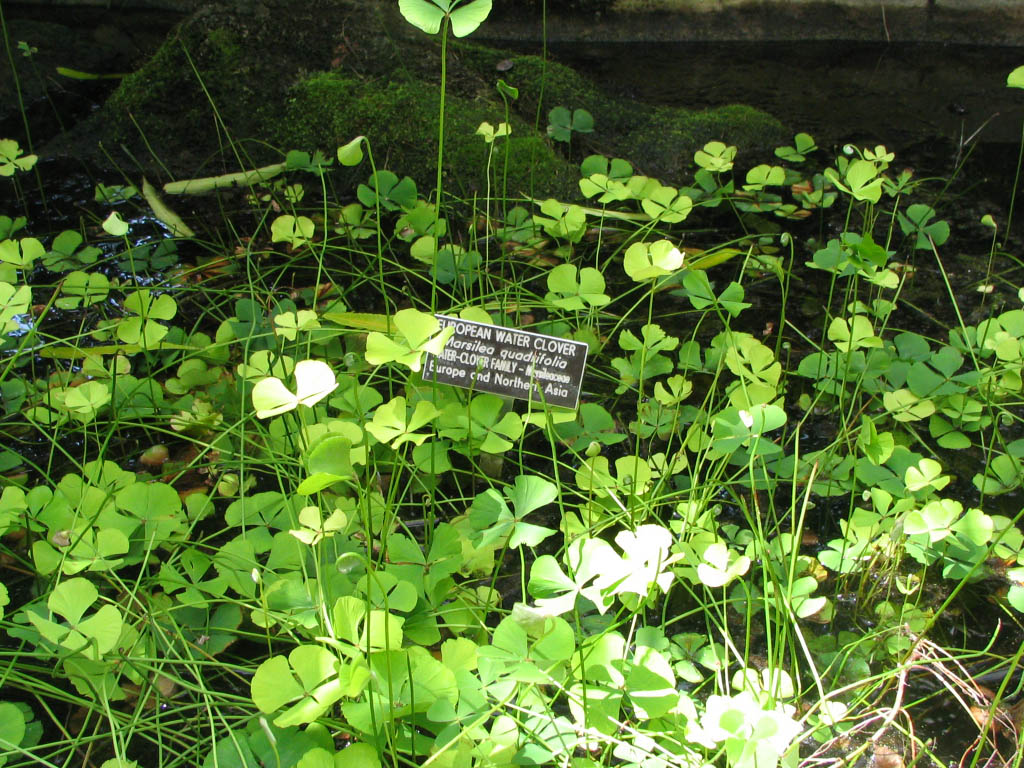
Marsilea quadrifolia

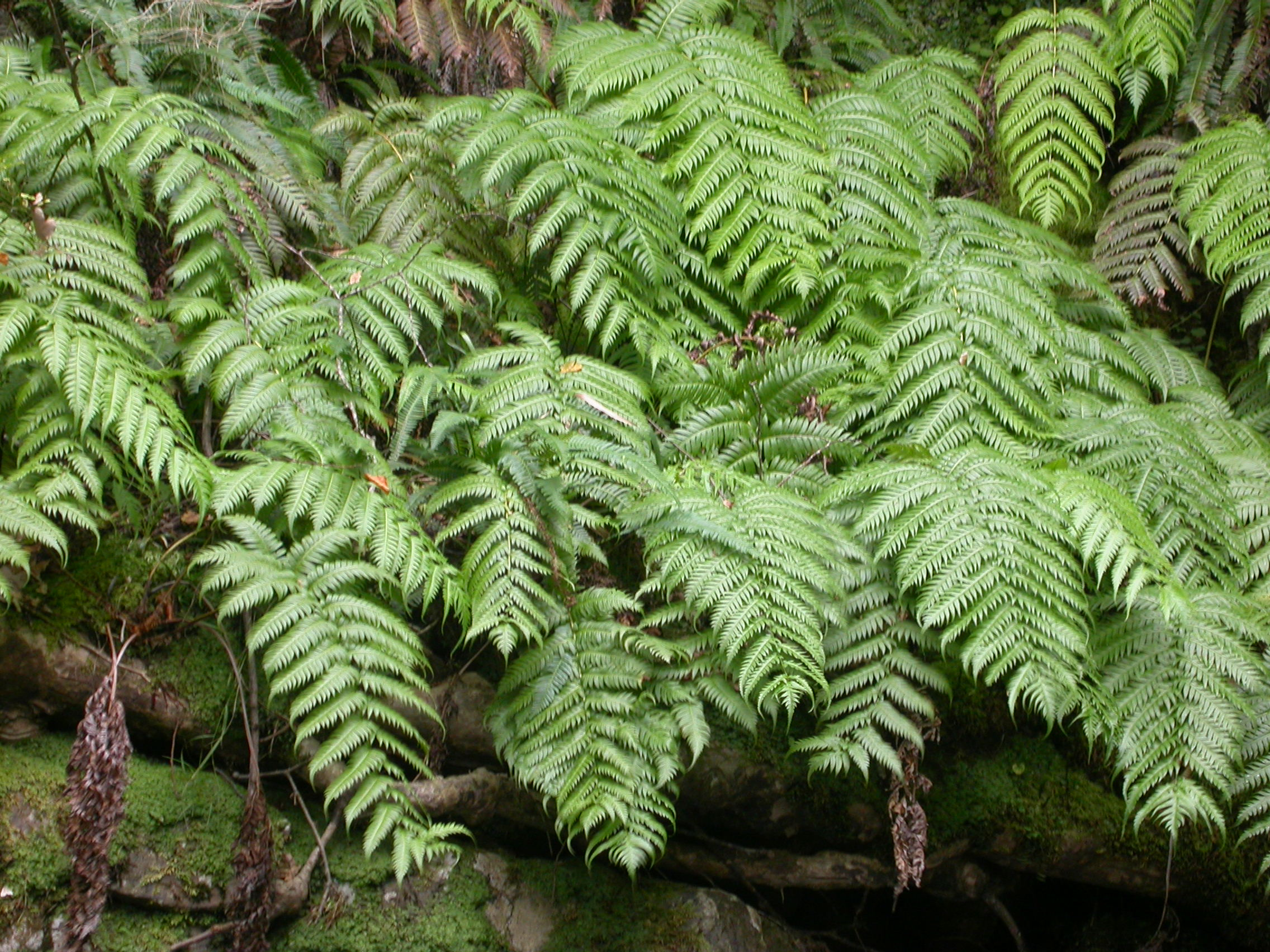
Woodwardia radicans

- Asplenium cuneifolium Viv, Doradille à feuilles en coin
- Asplenium fissum Kit et Willd, Doradille du Mercantour
- Asplenium jahandiezii Rouy, Doradille du Verdon, D de Jahandier
- Asplenium lepidum C Presl, Doradille pulvérulente
- Asplenium seelosii Leybold, Doradille de Seelos
- Botrychium lanceolatum Angström, Botrychium à feuilles lancéolées
- Botrychium matricariifolium A Braun ex Koch, Botrychiurn à feuilles de Matricaire
- Botrychium multifidum Ruprecht, Botrychium à feuilles multifides
- Botrychium simplex E Hitche, Petit Botrychium
- Cheilanthes catanensis HP Fuchs, Doradille laineuse, Notochlaena
- Cystopteris diaphana (Bory) Blasdell, Cystopteris diaphane
- Cystopteris montana Desv, Cystopteris des montagnes
- Diphasiastrum alpinum (L.) Holub, Lycopode des Alpes
- Diphasiastrum complanatum (L.) Holub sl, Lycopode aplatis du groupe complanatum
- Diphasiastrum tristachyum (Pursh) Holub, Lycopode petit-cyprès
- Dryopteris aemula 0 Kuntze, Polystic atlantique
- Dryopteris cristata A Gray, Polystic à crètes
- Dryopteris pallida (Bory) Maire et Petitmengin, Dryoptéris pâlissante
- Dryopteris tyrrhena Fraser-Jenkins, Dryoptéris tyrrhénienne
- Hymenophyllum tunbridgense Sm, Hymenophyllum de Tonbridge
- Hymenophyllum wilsonii Hooker, Hymenophyllum de Wilson
- Isoetes boryana Durieu, Isoète de Bory
- Isoetes durieui Bory, Isoète de Durieu
- Isoetes echinospora Durieu, Isoète à spores spinuleuses
- Isoetes hystrix Bory, Isoète épineux
- Isoetes lacustris L., Isoète des lacs
- Isoetes setacea Lam, Isoète grêle
- Isoetes velata A Braun, Isoète voilé
- Lycopodiella inundata (L.) C Börner, Lycopode des tourbières
- Marsilea quadrifolia L., Fougère d'eau à quatre feuilles
- Marsilea strigosa Willd, Fougère d'eau à quatre feuilles
- Matteucia struthiopteris (L.) Todaro Matteucie
- Ophioglossum azoricum C Presl, Ophioglosse des Açores
- Pilularia globulifera L., Boulettes d'eau
- Pilularia minuta Durieu ex A Braun, Pilulaire délicate
- Polystichum braunii Fée, Polystic de Braun
- Salvinia natans (L.) All, Salvinia nageante
- Scolopendrium hemionitis Swartz, Herbe à la Mule
- Stenogramma pozoi Iwatsuki, Polypode d'Afrique
- Trichomanes speciosum Willd, Trichomanes remarquable
- Woodsia ilvensis R.Br, Woodsie d'Elbe
- Woodwardia radicans Sm, Woodwardia

### Charophycées
- Tolypella salina R. Cor., Tolypelle saline

### Bryophytes
- Bruchia vogesiaca Nestl. Ex Schwägr., Bruchie des Vosges
- Buxbaumia viridis (DC.) Moug. & Nestl., Buxbaumie verte
- Dichelyma capillaceum (Dicks.) Myr., Fontinale chevelue
- Dicranum viride (Sull. & Lesq.) Lindb., Dicrane vert
- Hamatocaulis vernicosus (Mitt.) Hedenäs., Hypne vernissé
- Mannia triandra (Scop.) Grolle., Grimaldie rupestre
- Meesia longiseta Hedw., Meesie à longue soie
- Orthotricum rogeri Brid., Orthotric de Roger
- Pyramidula tetragona (Brid.) Brid., Pyramidule tétragone
- Riccia breidleri Jur. Ex Steph., Riccie de Breidler
- Riella helicophylla (Bory & Mont.) Mont., Riella à thalle hélicoïde
- Riella notarisii (Mont.) Mont
- Riella parisii Gottsche
- Sphagnum pylaesii Brid., Sphaigne de la Pylaie

## Annexe II
Espèces protégées. Ramassage ou récolte soumis à l'autorisation du ministre.

### Dicotylédones

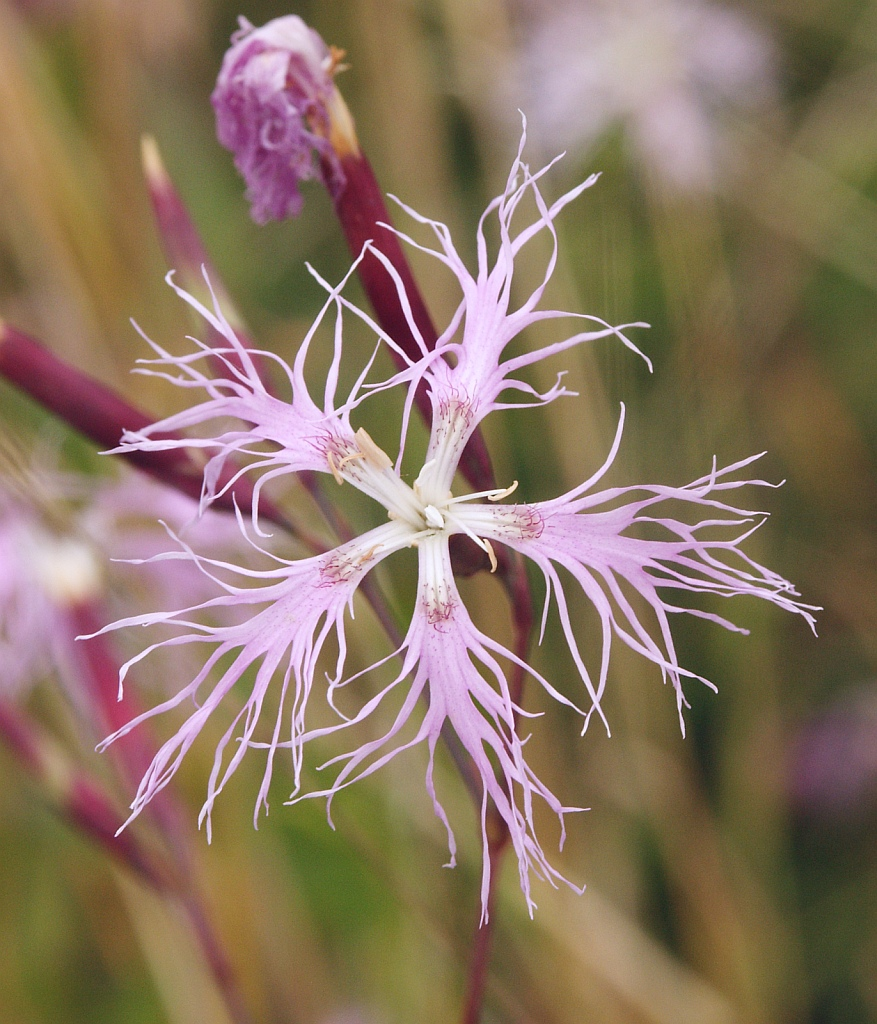
Dianthus superbus

- Adonis vernalis L., Adonis printanier
- Centaurium capitatum Melderis, Petite centaurée à fleurs en tête
- Ceratonia siliqua L., Caroubier
- Delphinium staphysagria L., Staphysaigre
- Dianthus superbus L., Œillet superbe
- Drosera anglica Hudson, Rossolis à feuilles longues
- Drosera intermedia Hayne, Rossolis intermédiaire
- Drosera rotundifolia L., Rossolis à feuilles rondes
- Euphorbia peplis L., Euphorbe peplis
- Gratiola officinalis L., Gratiole officinale
- Helichrysum arenarium Moench, Immortelle des sables
- Helleborus niger L., Rose de Noël
- Myosotis soleirolii Godr, Myosotis de Soleirol
- Nerium oleander L., Laurier-rose
- Paeonia mascula L Miller, Pivoine mâle
- Paeonia officinalis L., Pivoine officinale
- Polemonium caeruleum L., Valériane grecque
- Ranunculus macrophyllus Desf, Bouton d'or à grandes feuilles
- Rosa gallica L., Rose de France
- Salix helvetica Vill, Saule de Suisse
- Senecio rutheniensis Maz Timb, Séneçon du Rouergue
- Valeriana celtica L., Nard celtique
- Viola curtisii E Forst, Pensée de Curtis
- Vitex agnus-castus L., Gattilier

### Monocotylédones
- Alisma graminifolia Ehrh., Fluteau à feuilles de graminées
- Asphodelus arrondeaui Lloyd, Bâton blanc d'Arrondeau
- Urginea maritima Baker, Scille maritime

## Listes régionales
Certaines espèces (ou sous-espèces) sont protégées non pas au niveau de l'ensemble de la métropole mais au niveau régional. Les espèces (ou sous-espèces) de chaque liste s'adjoignent à celles de la liste nationale pour chaque région concernée.
| Région                     |           | Liste des espèces protégées                                         | Date de l'arrêté   | Texte de l'arrêté |
| -------------------------- | --------- | ------------------------------------------------------------------- | ------------------ | ----------------- |
| Alsace                     | Métropole | Liste des espèces végétales protégées en Alsace                     | 28 juin 1993       | [ Légifrance 5 ]  |
| Aquitaine                  | Métropole | Liste des espèces végétales protégées en Aquitaine                  | 8 mars 2002        | [ Légifrance 6 ]  |
| Auvergne                   | Métropole | Liste des espèces végétales protégées en Auvergne                   | 30 mars 1990       | [ Légifrance 7 ]  |
| Bourgogne                  | Métropole | Liste des espèces végétales protégées en Bourgogne                  | 27 mars 1992       | [ Légifrance 8 ]  |
| Bretagne                   | Métropole | Liste des espèces végétales protégées en Bretagne                   | 23 juillet 1987    | [ Légifrance 9 ]  |
| Centre-Val de Loire        | Métropole | Liste des espèces végétales protégées dans le Centre                | 12 mai 1993        | [ Légifrance 10 ] |
| Champagne-Ardenne          | Métropole | Liste des espèces végétales protégées en Champagne-Ardenne          | 8 février 1988     | [ Légifrance 11 ] |
| Corse                      | Métropole | Liste des espèces végétales protégées en Corse                      | 24 juin 1986       | [ Légifrance 12 ] |
| Franche-Comté              | Métropole | Liste des espèces végétales protégées en Franche-Comté              | 22 juin 1992       | [ Légifrance 13 ] |
| Île-de-France              | Métropole | Liste des espèces végétales protégées en Île-de-France              | 11 mars 1991       | [ Légifrance 14 ] |
| Languedoc-Roussillon       | Métropole | Liste des espèces végétales protégées en Languedoc-Roussillon       | 29 octobre 1997    | [ Légifrance 15 ] |
| Limousin                   | Métropole | Liste des espèces végétales protégées en Limousin                   | 1er septembre 1989 | [ Légifrance 16 ] |
| Lorraine                   | Métropole | Liste des espèces végétales protégées en Lorraine                   | 3 janvier 1994     | [ Légifrance 17 ] |
| Midi-Pyrénées              | Métropole | Liste des espèces végétales protégées en Midi-Pyrénées              | 30 décembre 2004   | [ Légifrance 18 ] |
| Nord-Pas-de-Calais         | Métropole | Liste des espèces végétales protégées en Nord-Pas-de-Calais         | 1er avril 1991     | [ Légifrance 19 ] |
| Basse-Normandie            | Métropole | Liste des espèces végétales protégées en Basse-Normandie            | 27 avril 1995      | [ Légifrance 20 ] |
| Haute-Normandie            | Métropole | Liste des espèces végétales protégées en Haute-Normandie            | 3 avril 1990       | [ Légifrance 21 ] |
| Pays de la Loire           | Métropole | Liste des espèces végétales protégées en Pays de la Loire           | 25 janvier 1993    | [ Légifrance 22 ] |
| Picardie                   | Métropole | Liste des espèces végétales protégées en Picardie                   | 17 août 1989       | [ Légifrance 23 ] |
| Poitou-Charentes           | Métropole | Liste des espèces végétales protégées en Poitou-Charentes           | 19 avril 1988      | [ Légifrance 24 ] |
| Provence-Alpes-Côte d'Azur | Métropole | Liste des espèces végétales protégées en Provence-Alpes-Côte d'Azur | 9 mai 1994         | [ Légifrance 25 ] |
| Rhône-Alpes                | Métropole | Liste des espèces végétales protégées en Rhône-Alpes                | 4 décembre 1990    | [ Légifrance 26 ] |
| Guadeloupe                 | Outre-mer | Liste des espèces végétales protégées en Guadeloupe                 | 26 décembre 1988   | [ Légifrance 27 ] |
| Guyane                     | Outre-mer | Liste des espèces végétales protégées en Guyane                     | 9 avril 2001       | [ Légifrance 28 ] |
| Martinique                 | Outre-mer | Liste des espèces végétales protégées en Martinique                 | 26 décembre 1988   | [ Légifrance 29 ] |
| La Réunion                 | Outre-mer | Liste des espèces végétales protégées à La Réunion                  | 27 octobre 2017    | [ Légifrance 30 ] |

## Espèces marines
En sont exclues les espèces marines, qui sont quant à elles protégées par l'arrêté du 19 juillet 1988. Cette protection concerne les monocotylédones suivants :
- Cymodocea nodosa Ascherson : cymodocée, paille de mer
- Posidonia oceanica (L.) Delille : pelote de mer, chiendent marin